# Галерея Доріа-Памфілі
Галерея Доріа-Памфілі (італ. Galleria Doria Pamphilj) — приватна галерея з багатим зібранням живопису, скульптур та меблів в палаццо Доріа-Памфілі на віа дель Корсо в Римі. У колекції галереї найбільше представлений італійський живопис XVII століття.

## Опис
Знаходиться поруч з площею Венеції (менше 100 метрів на північ) і Колізеєм (400 метрів на схід від). У галереї зберігається колекція творів мистецтв і меблів, яка розміщена у родовому палаці заможньої родини Доріа-Памфілі. Це палац — один із найбільших римських палаців, що перебувають у приватній власності.
Колекція формувалася упродовж кількох століть, починаючи з XVI століття, частину її складають предмети з палацу Памфілі, який розташований на площі Навона і належав колись папі римському Іннокентію X (в миру Джамбаттиста Памфілі). Найбільш відоме полотно у колекції — це «Портрет папи Іннокентія Х» (1650) роботи іспанського художника Дієго Веласкеса; полотно на думку багатьох критиків вважаюється одним із найкращим портретів в історії живопису. І цьому портрету у 1927 році в палаці була відведена окрема невелика кімната, в яку разом з ним поміщений бюст Інокентія X, виконаний скульптором Лоренцо Берніні.
Твори у галереї розміщено як тематично, так і в хронологічному порядку. У приміщеннях палацу розташована родова капела, спроектована наприкінці XVII століття за проектом архітектора Карло Фонтани. У капелі зберігається розп'яття зі слонової кістки роботи скульптора епохи бароко Ерколе Феррата. У критих галереях, що оточують внутрішнє подвір'я, представлено твори художників Гвідо Рені, Аннібале Карраччі, Чіголі, Карло Сарачені, Гверчіно та інших. Тут також розташовані скульптури Берніні і давньоримські статуї.
У залі XVII століття виставлені дві відомі картини Караваджо: «Каяття Марія Магдалини» (1594/1595) і «Відпочинок на шляху до Єгипту» (1594/1595). У залі присвяченому періоду Чінквеченто представлена відома картина Тіціана «Соломія з головою Іоанна Хрестителя», написана бл. 1515 року. Особливістю експонатів галереї є те, що вони знаходяться в приватному володінні і всі права на них як і раніше належать родині Доріа-Памфілі.

## Будівля палацу

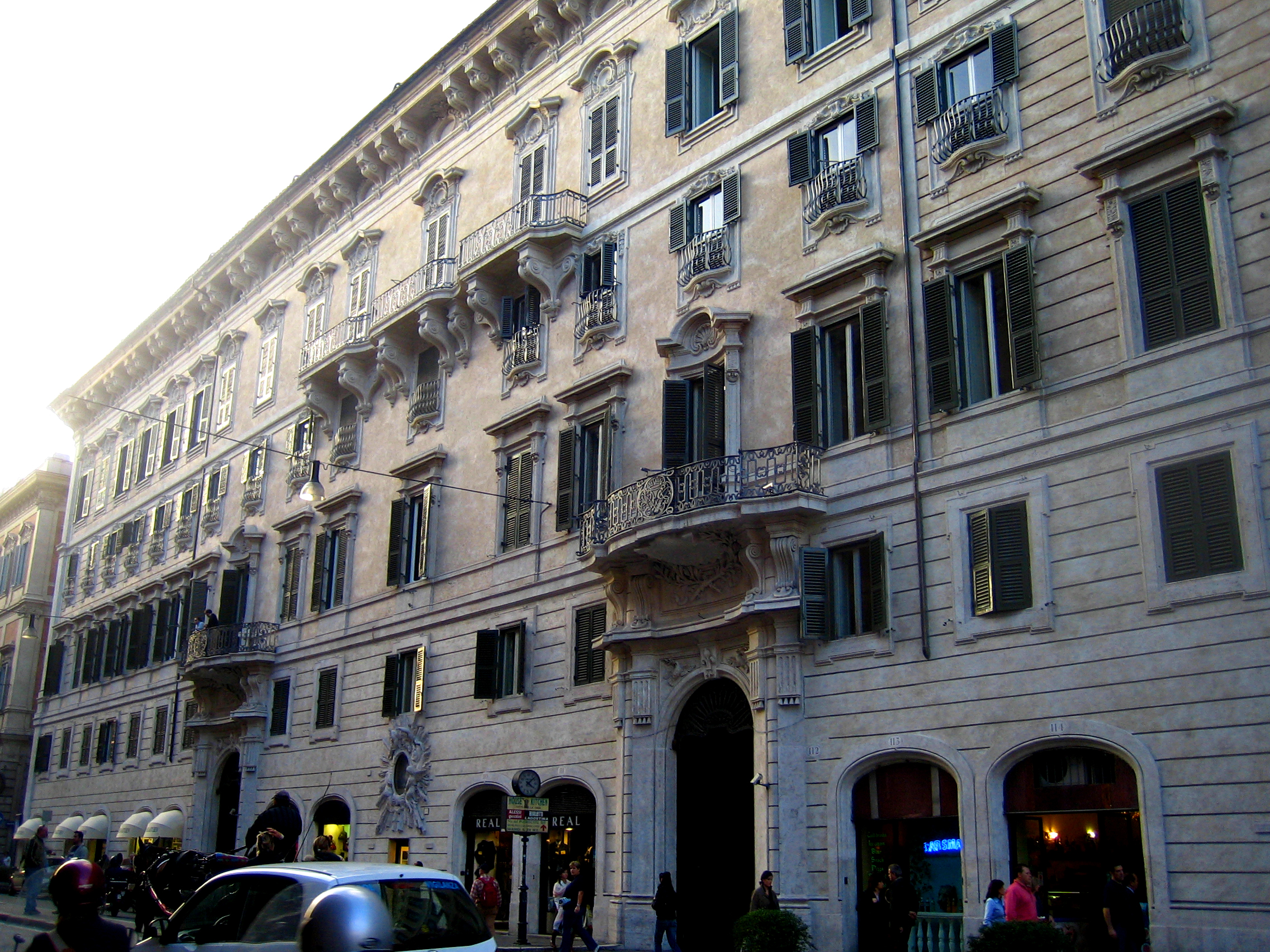
Фасад
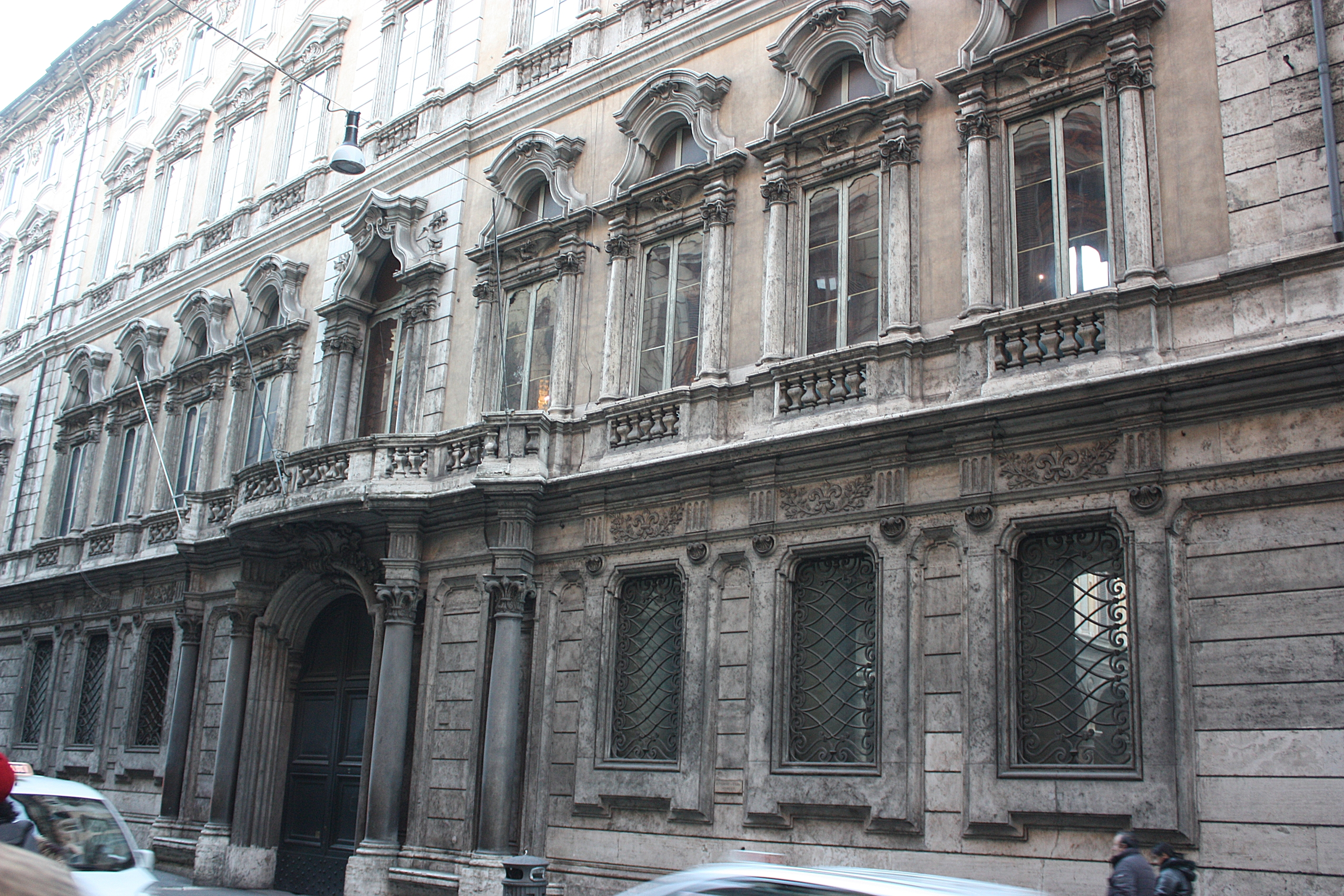
Фасад
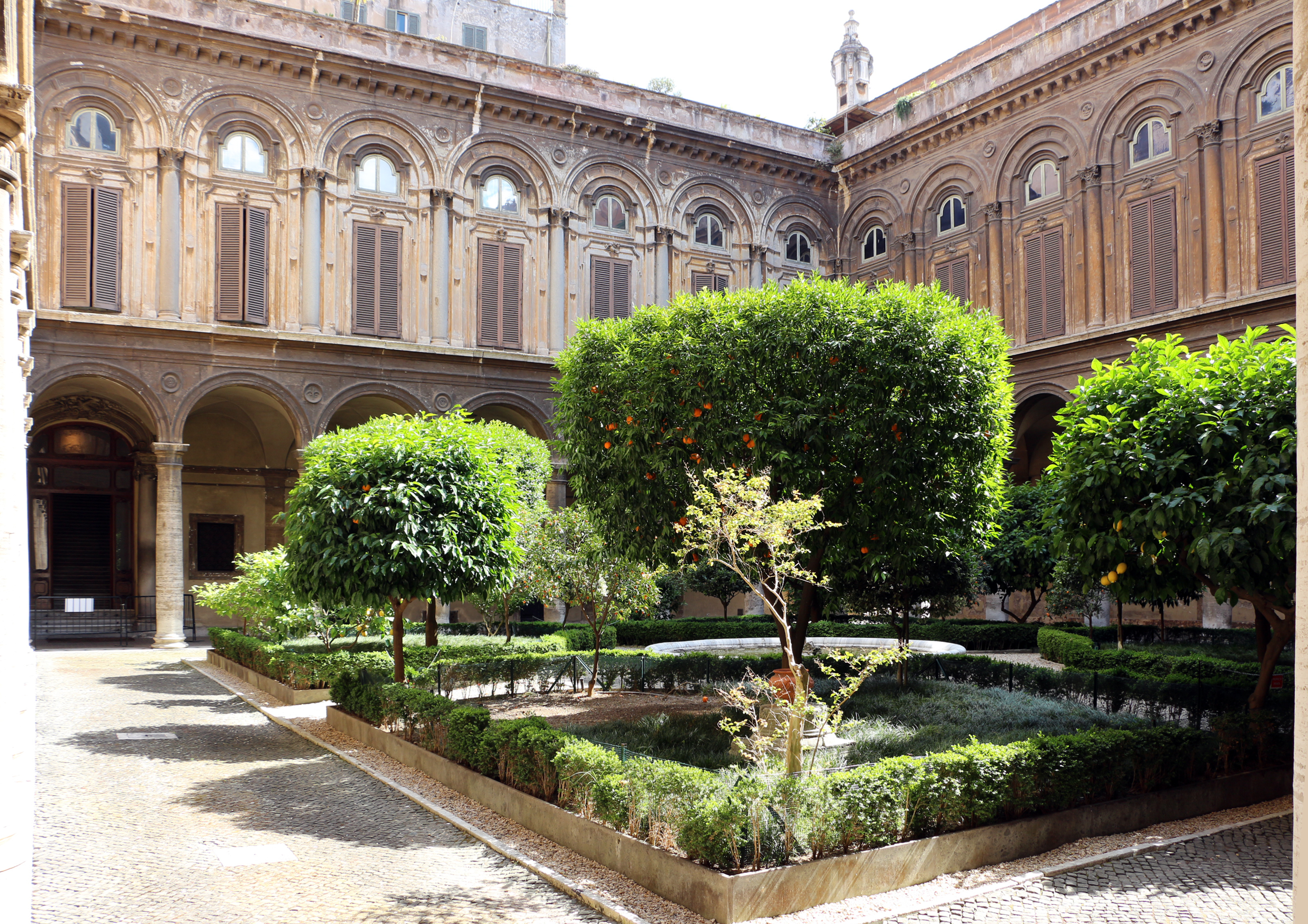
Двір слави
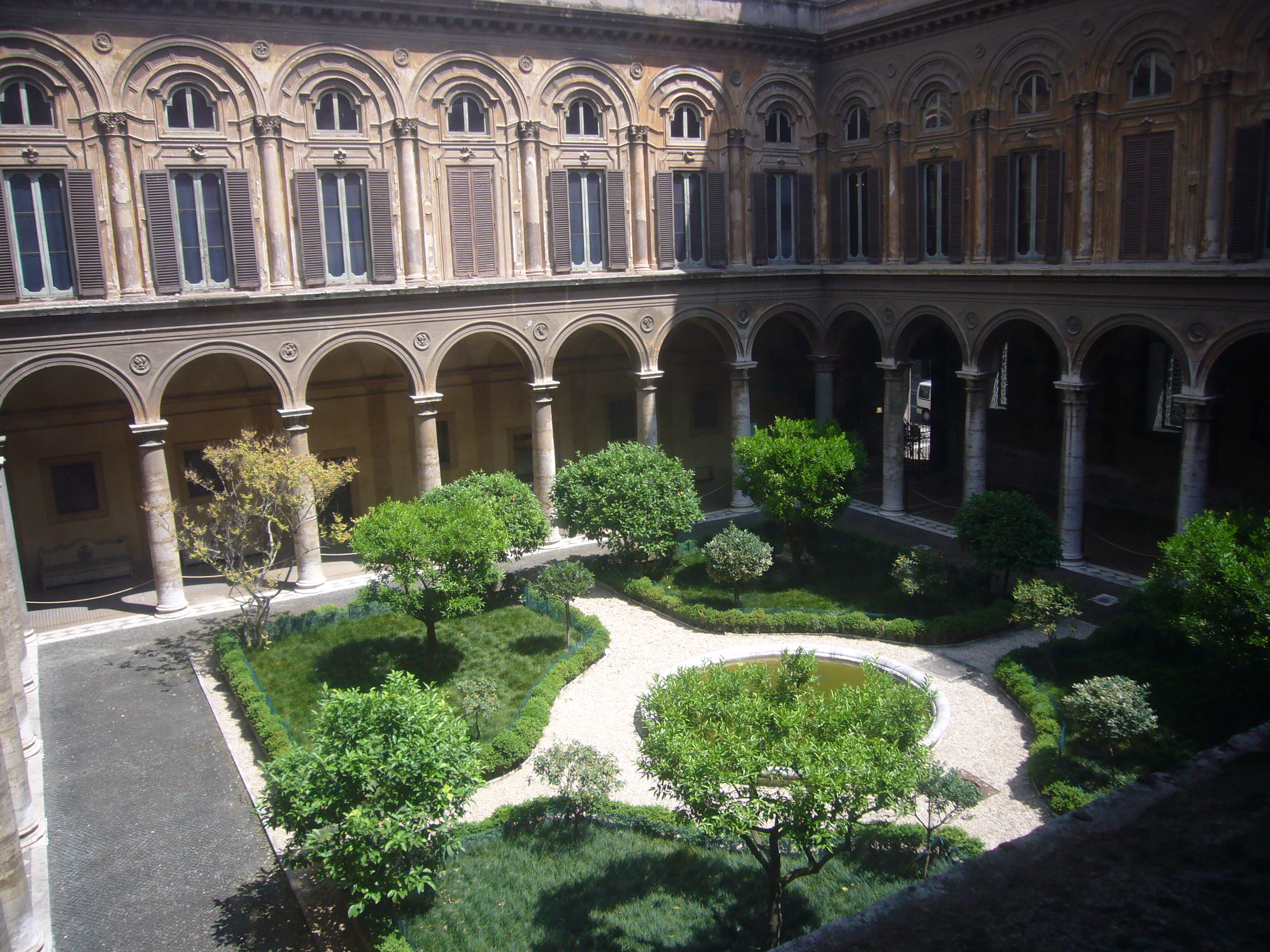
Двір слави
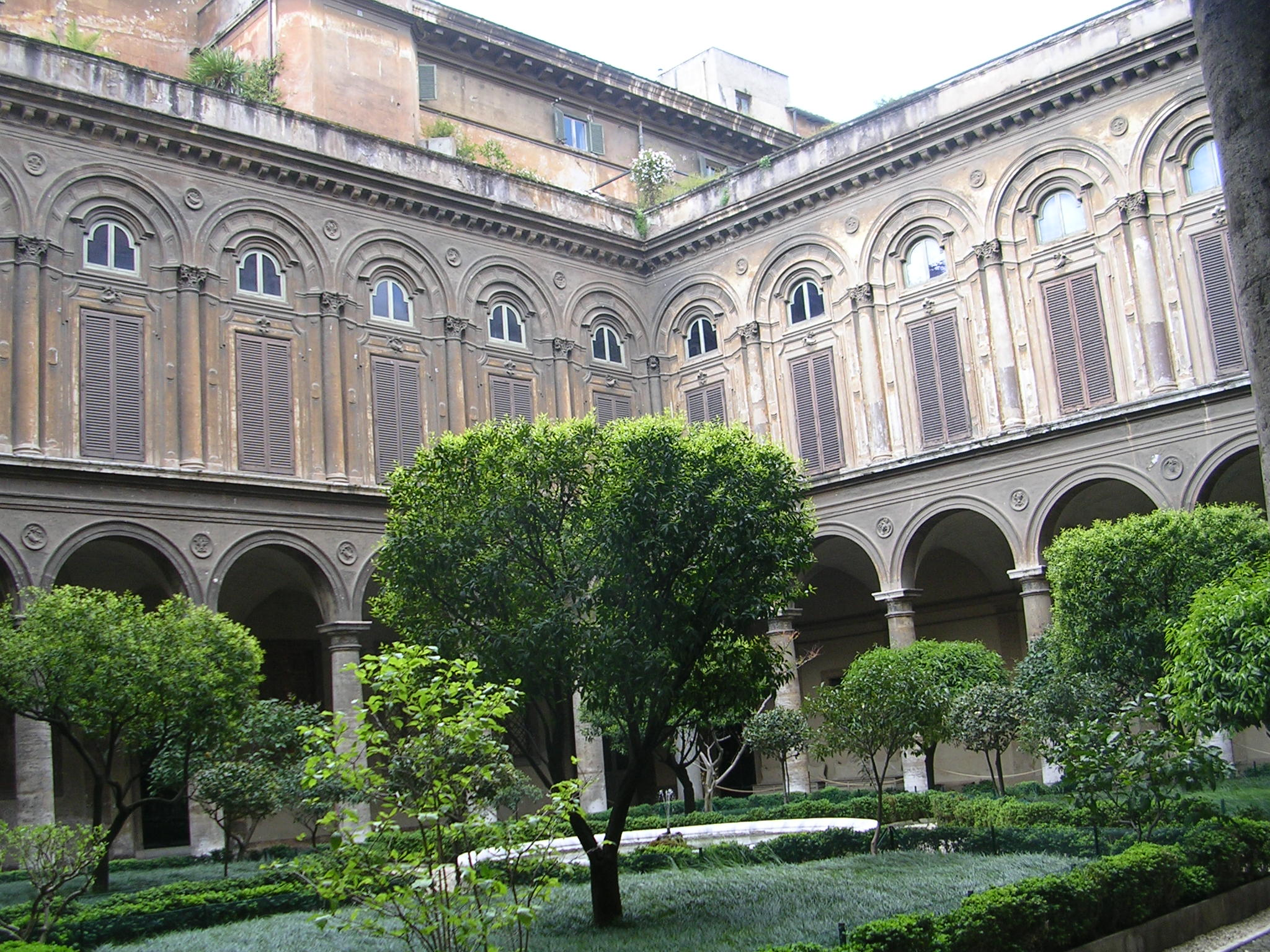
Двір слави

## Інтер'єр

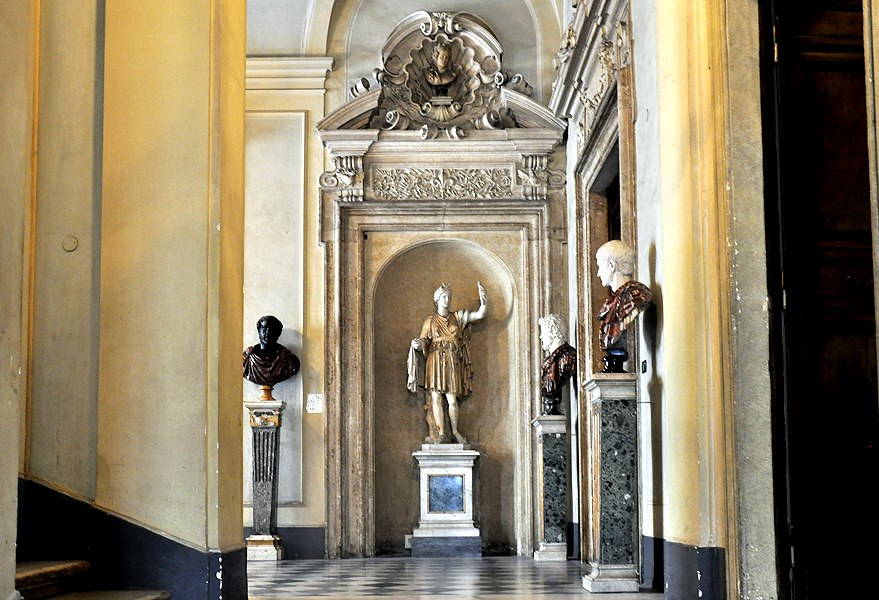
Вестибюль
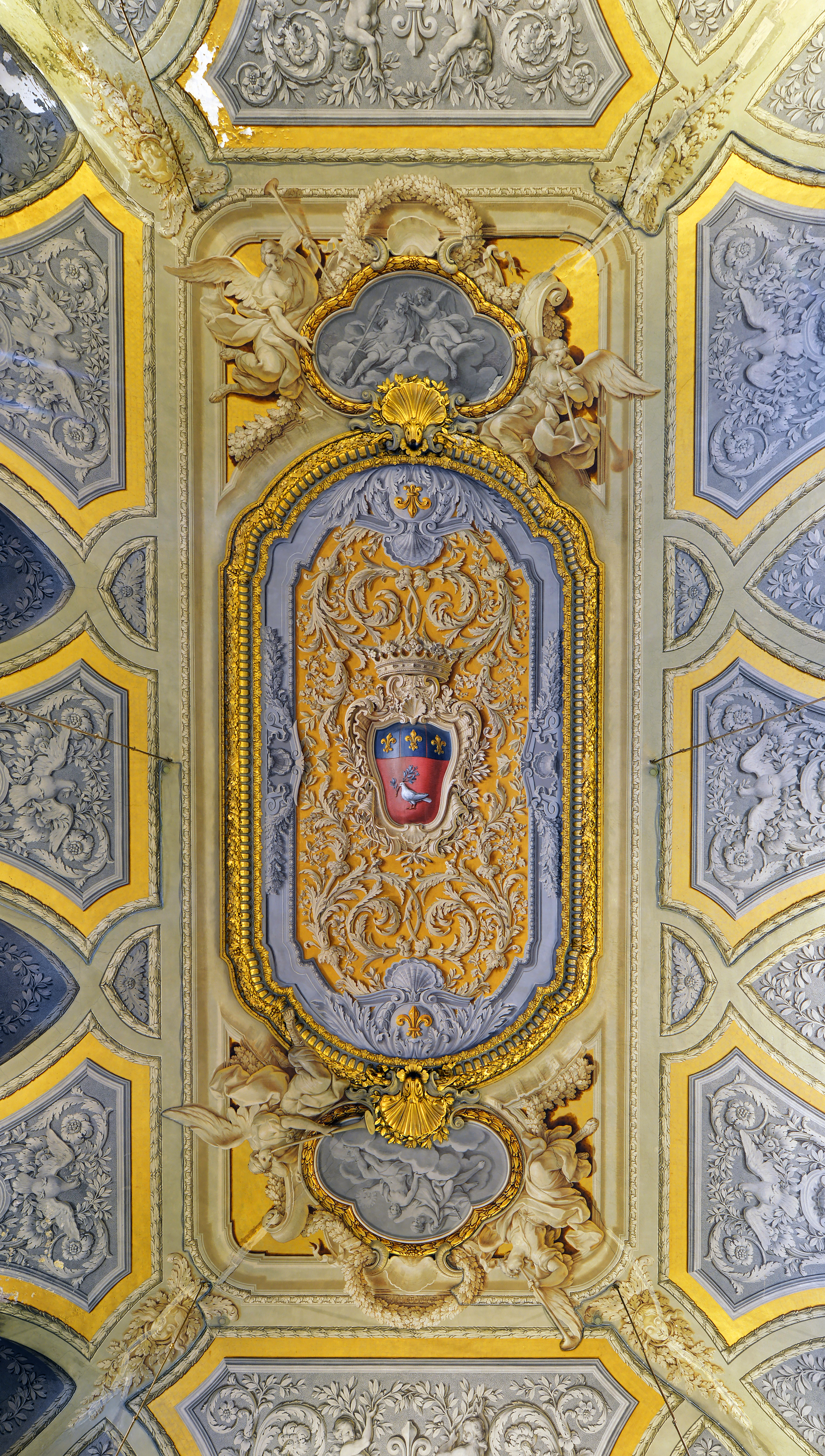
Οροφή με τον θυρεό των Ντόρια-Παμφίλι
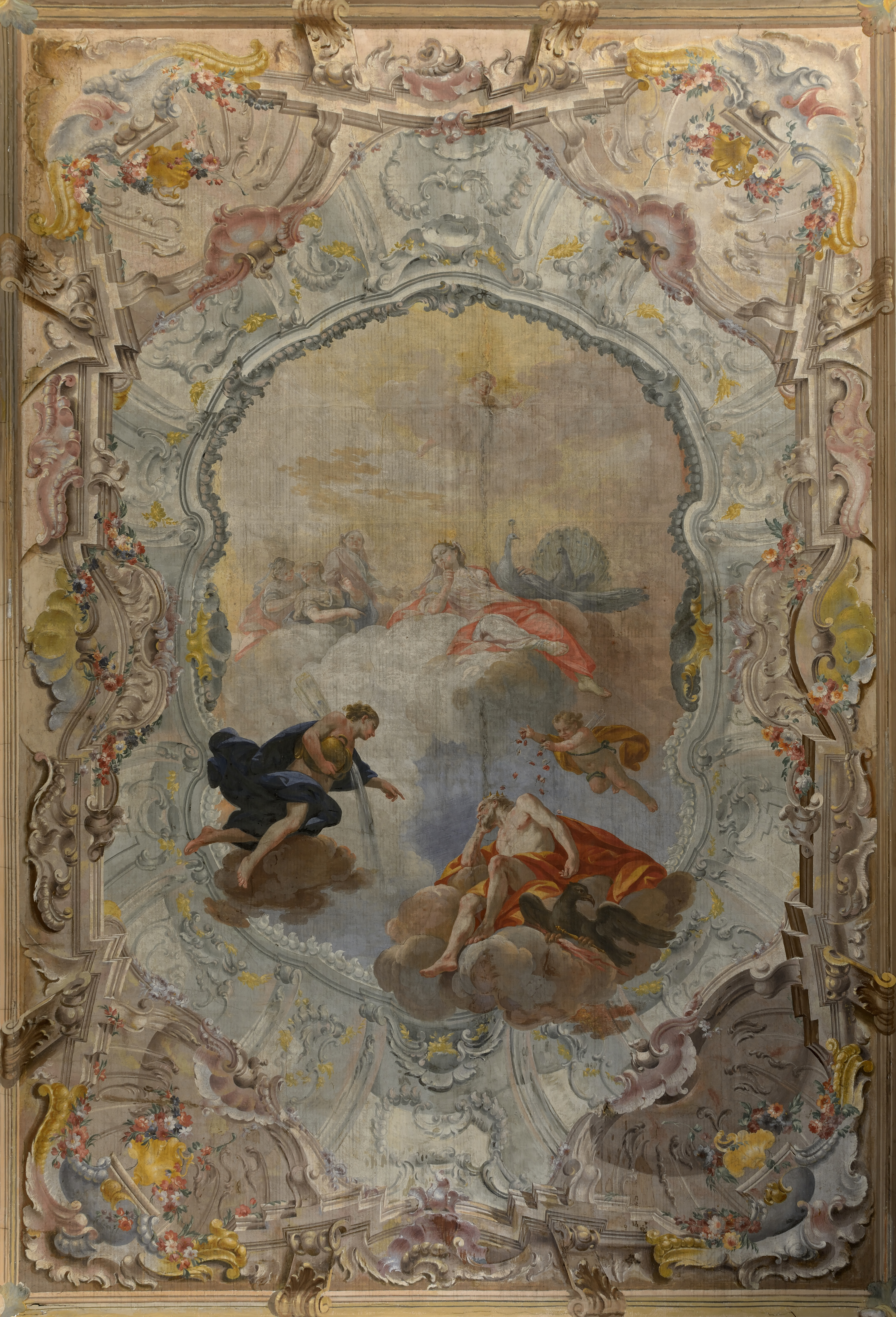
Οροφογραφία με αλληγορική σκηνή
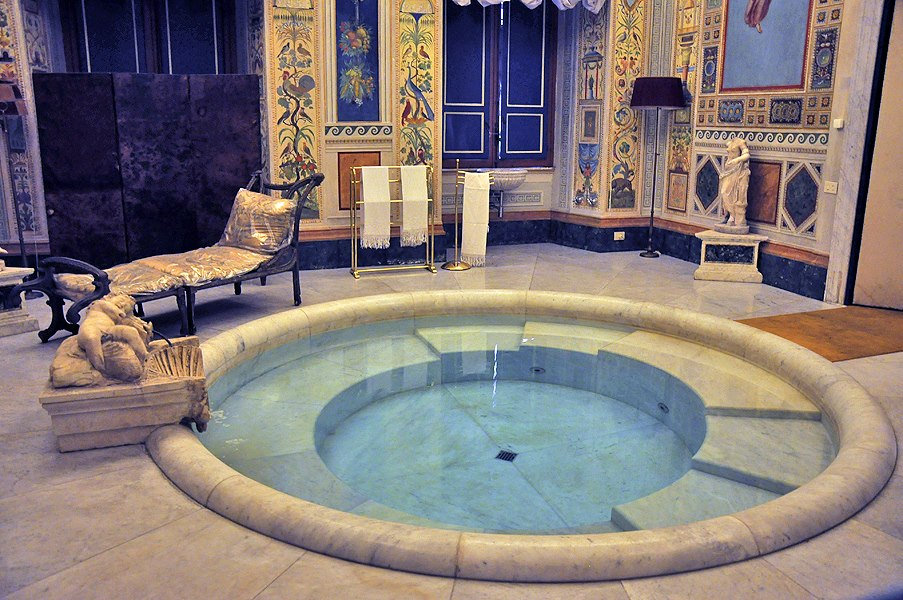
Το λουτρό
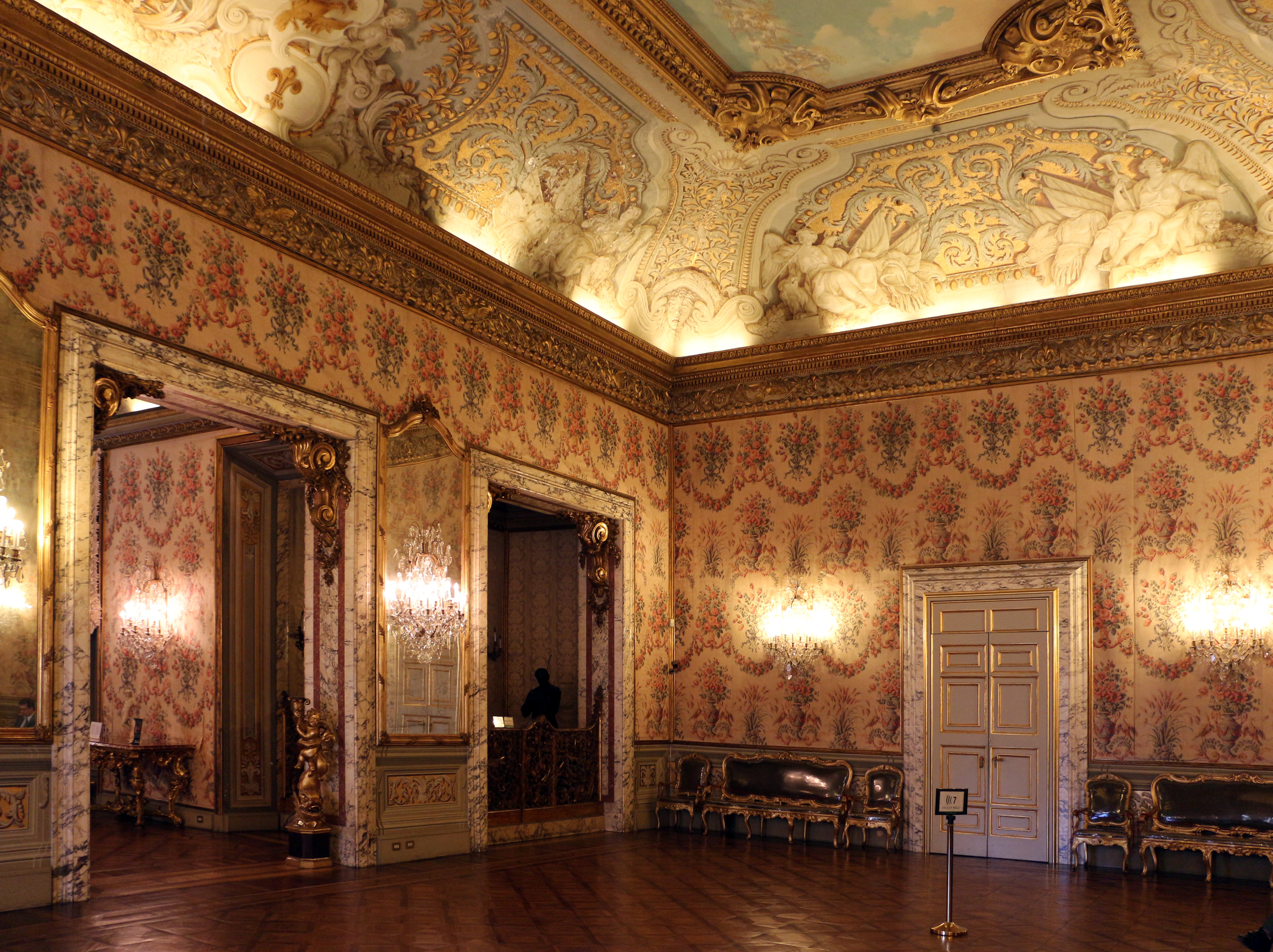
Η αίθουσα χορού
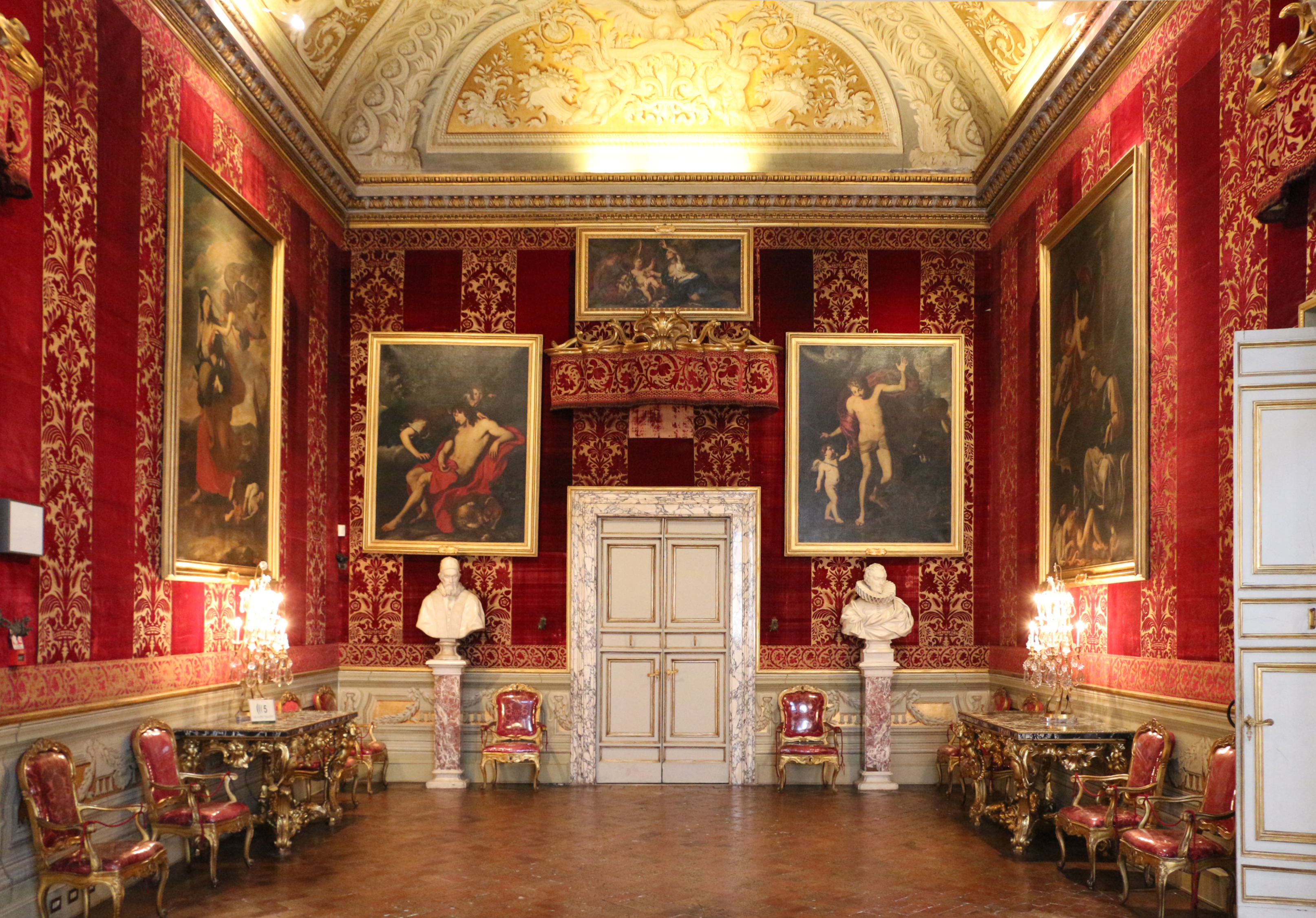
Η βελούδινη αίθουσα
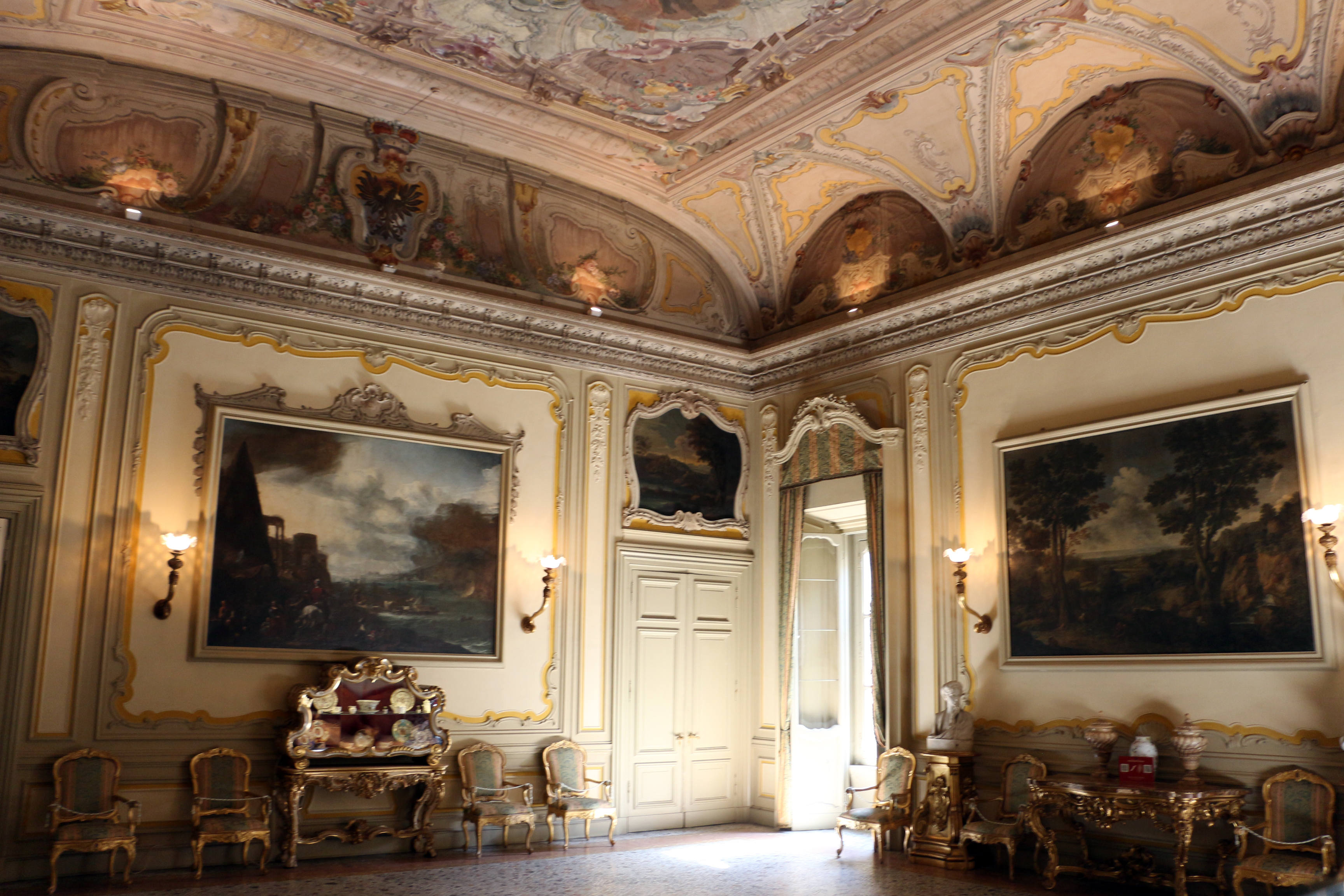
Διαμέρισμα
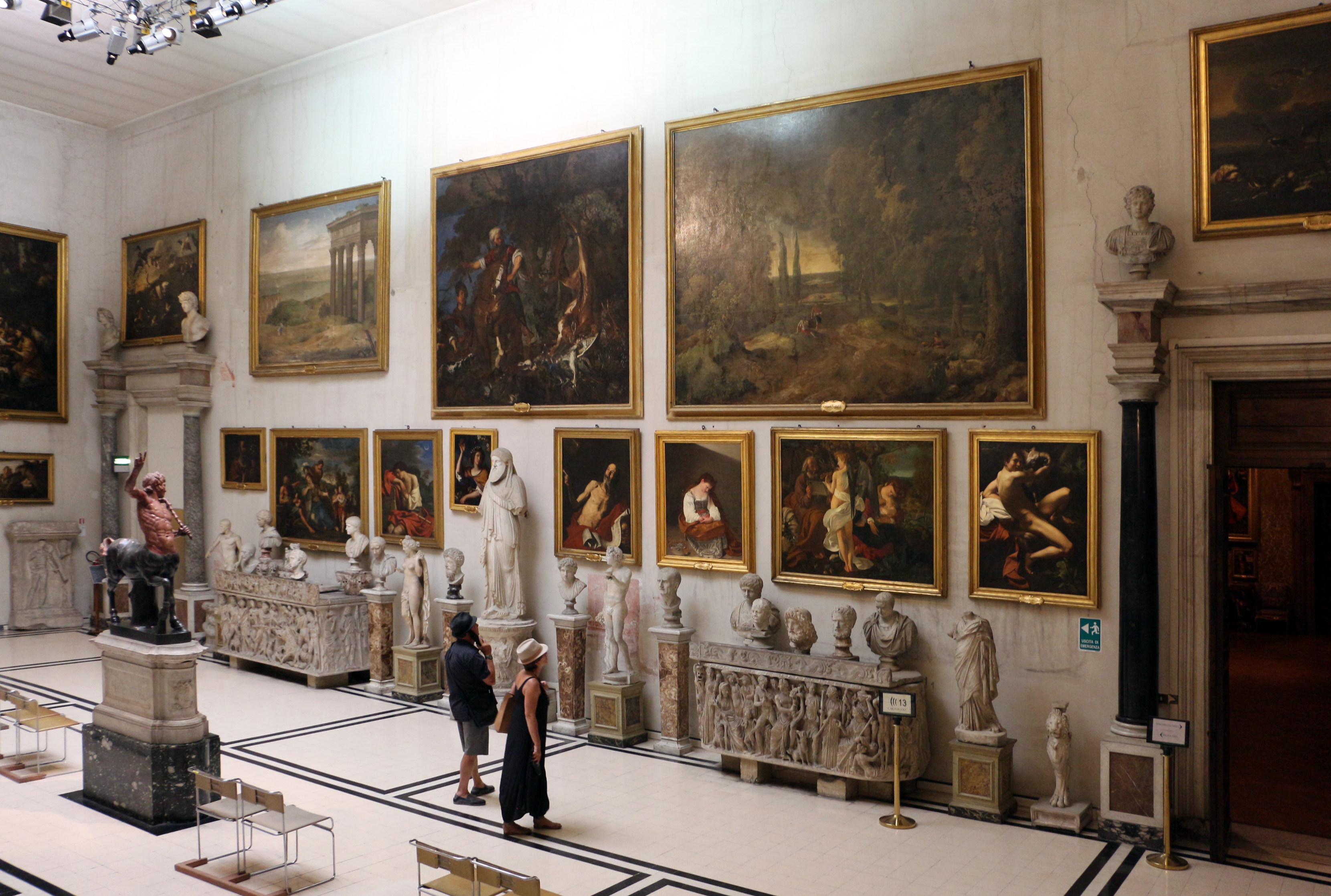
Η αίθουσα των Αλντομπρανντίνι
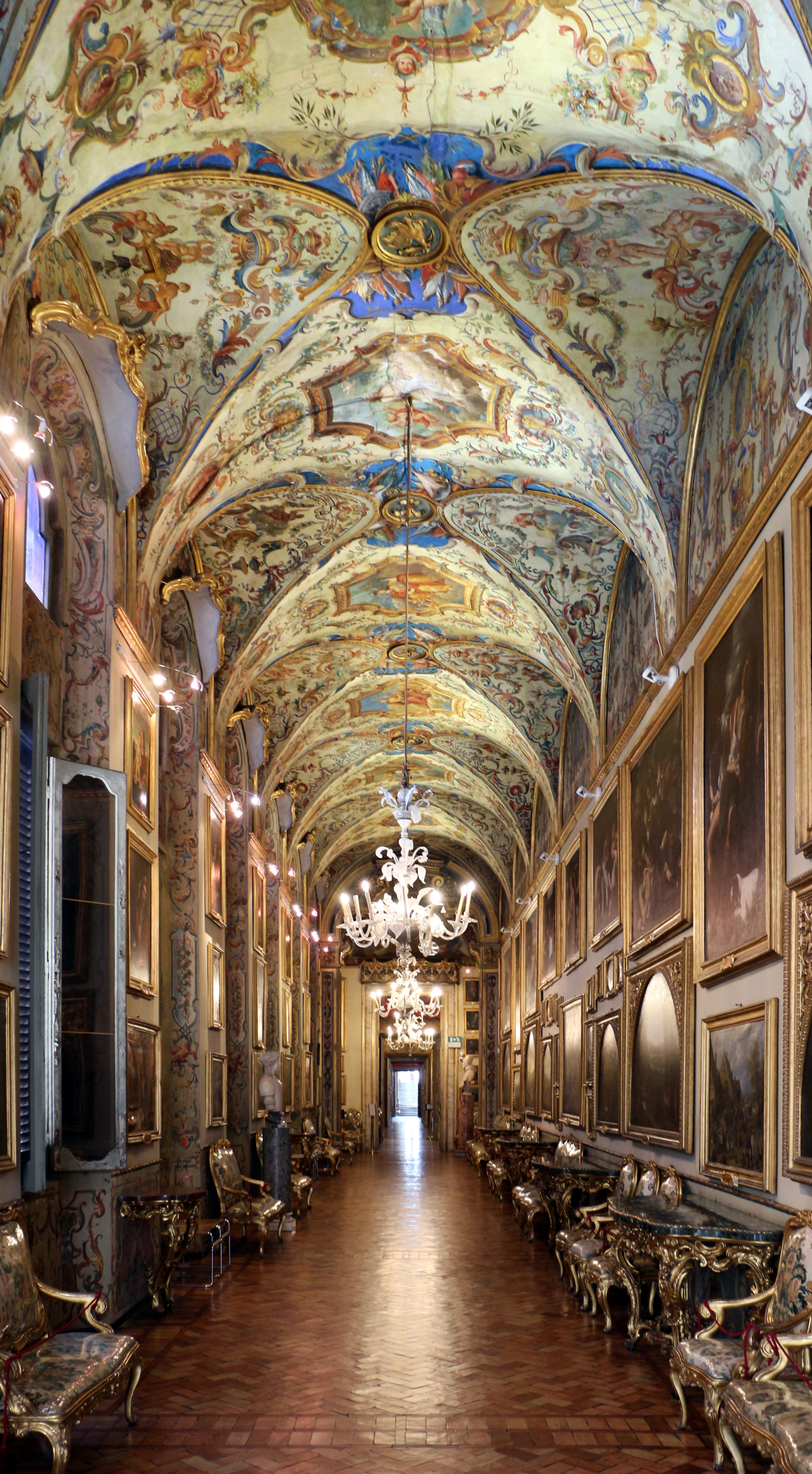
Η γαλαρία των Αλντομπρανντίνι
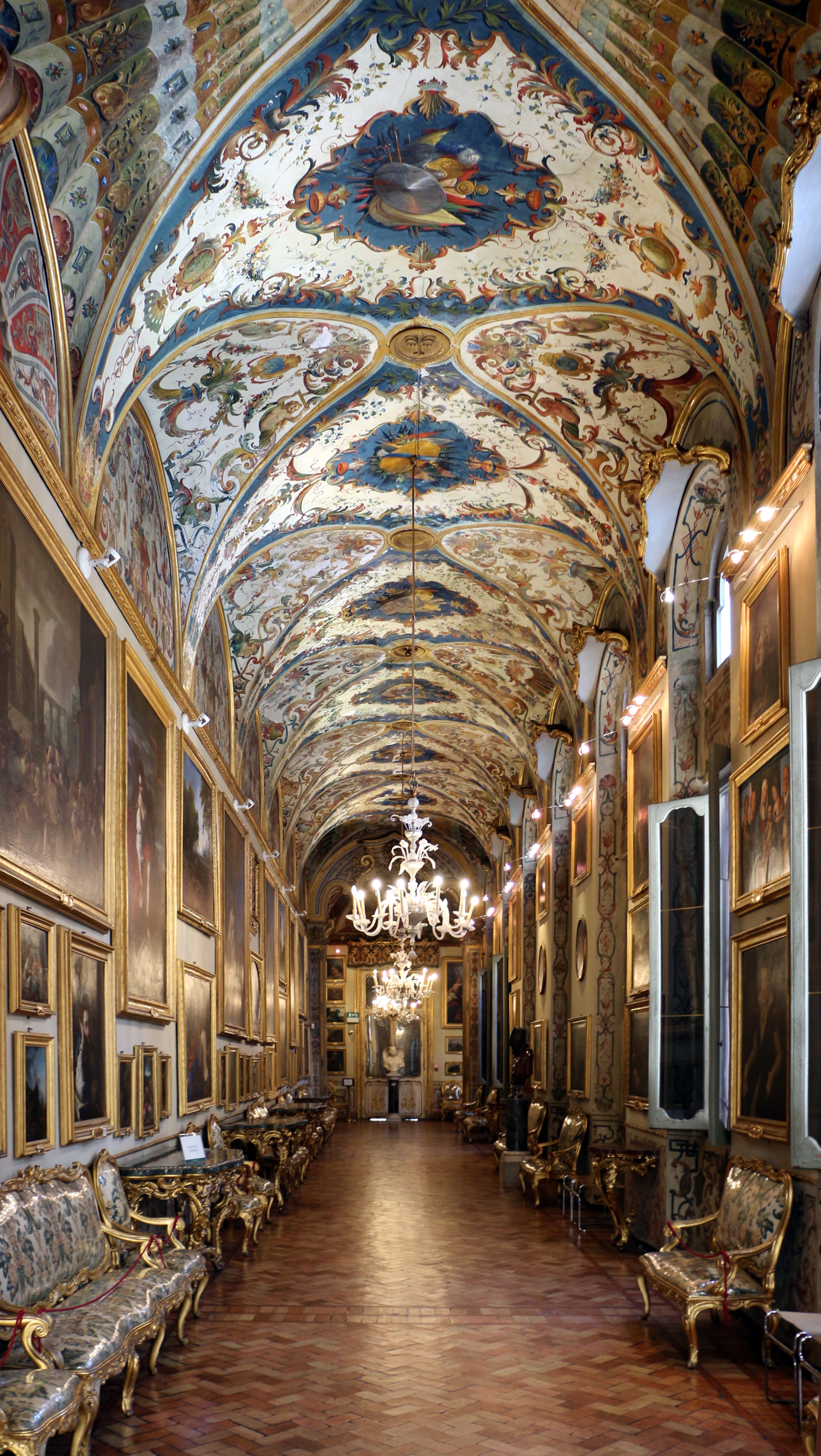
Галерея Памфілі
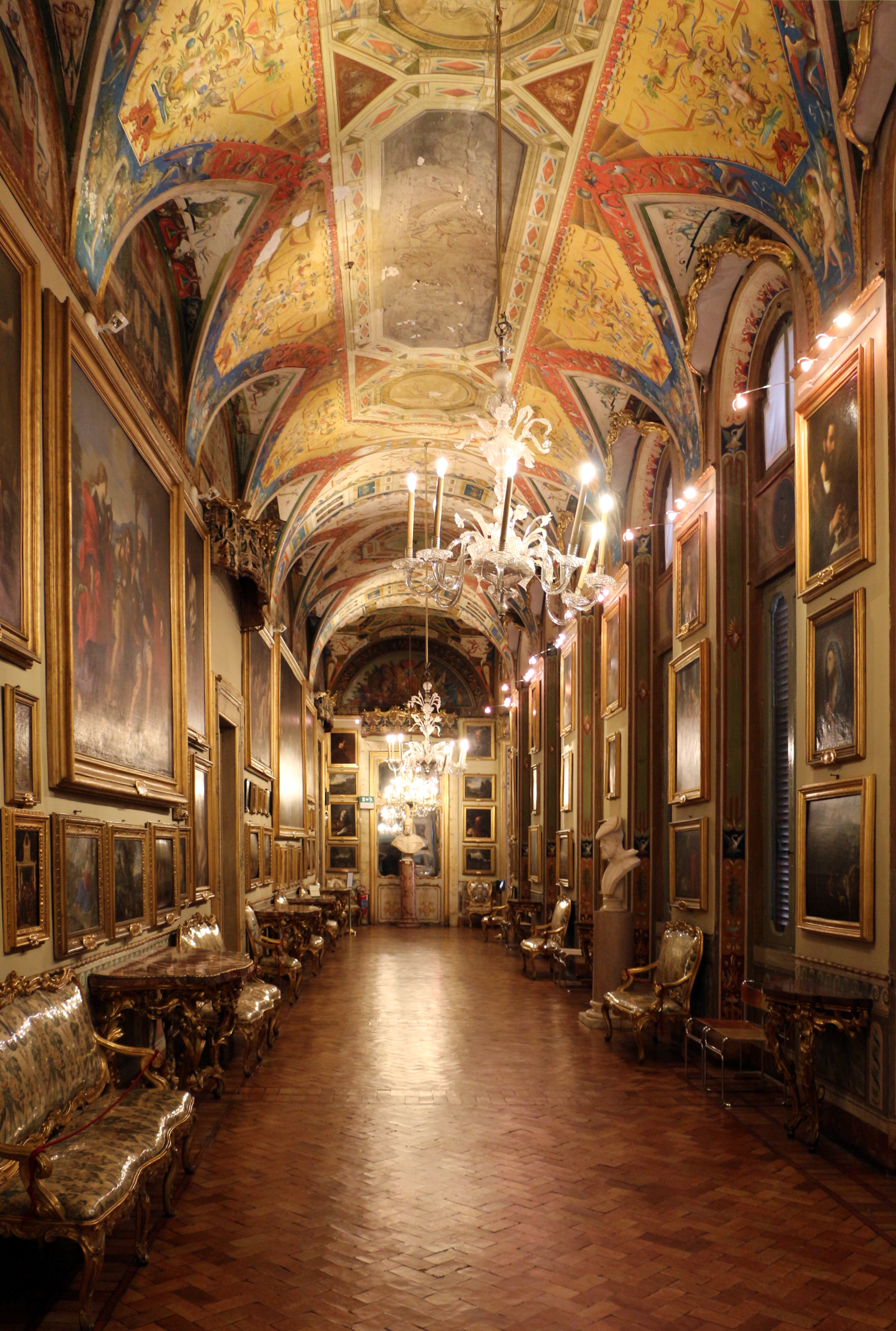
Галерея Доріа
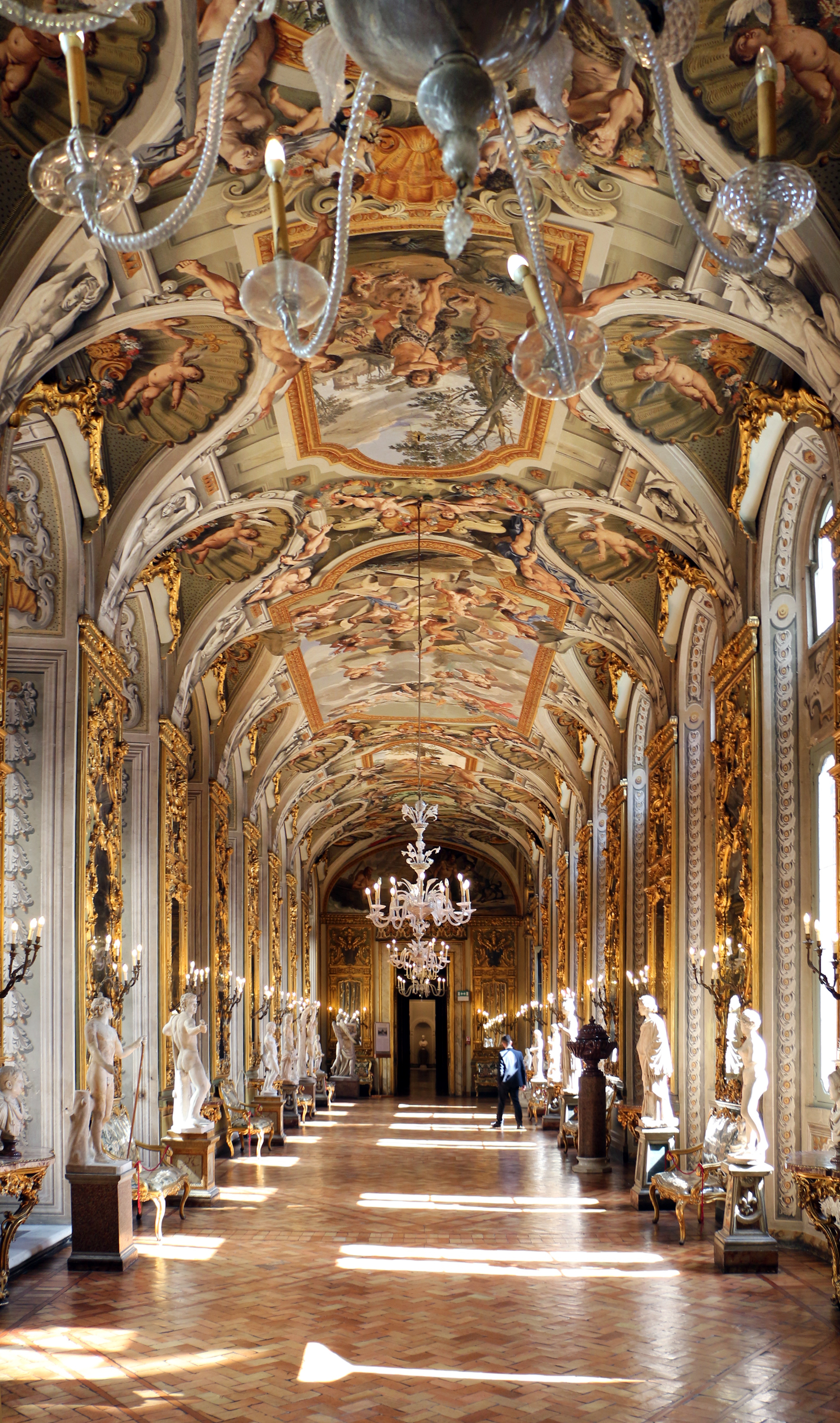
Η γαλαρία των Καθρεπτών
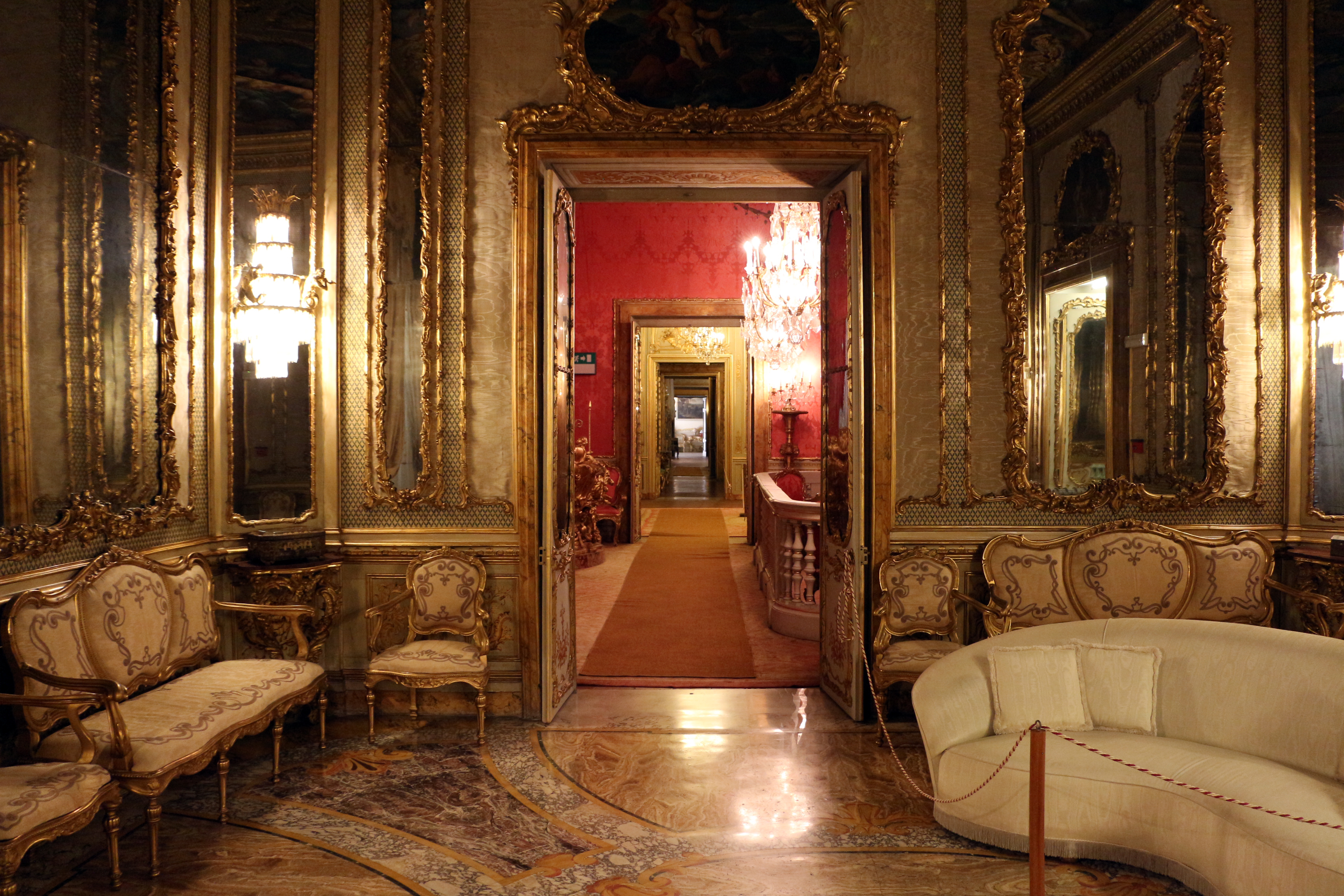
Το σαλονάκι των καθρεπτών
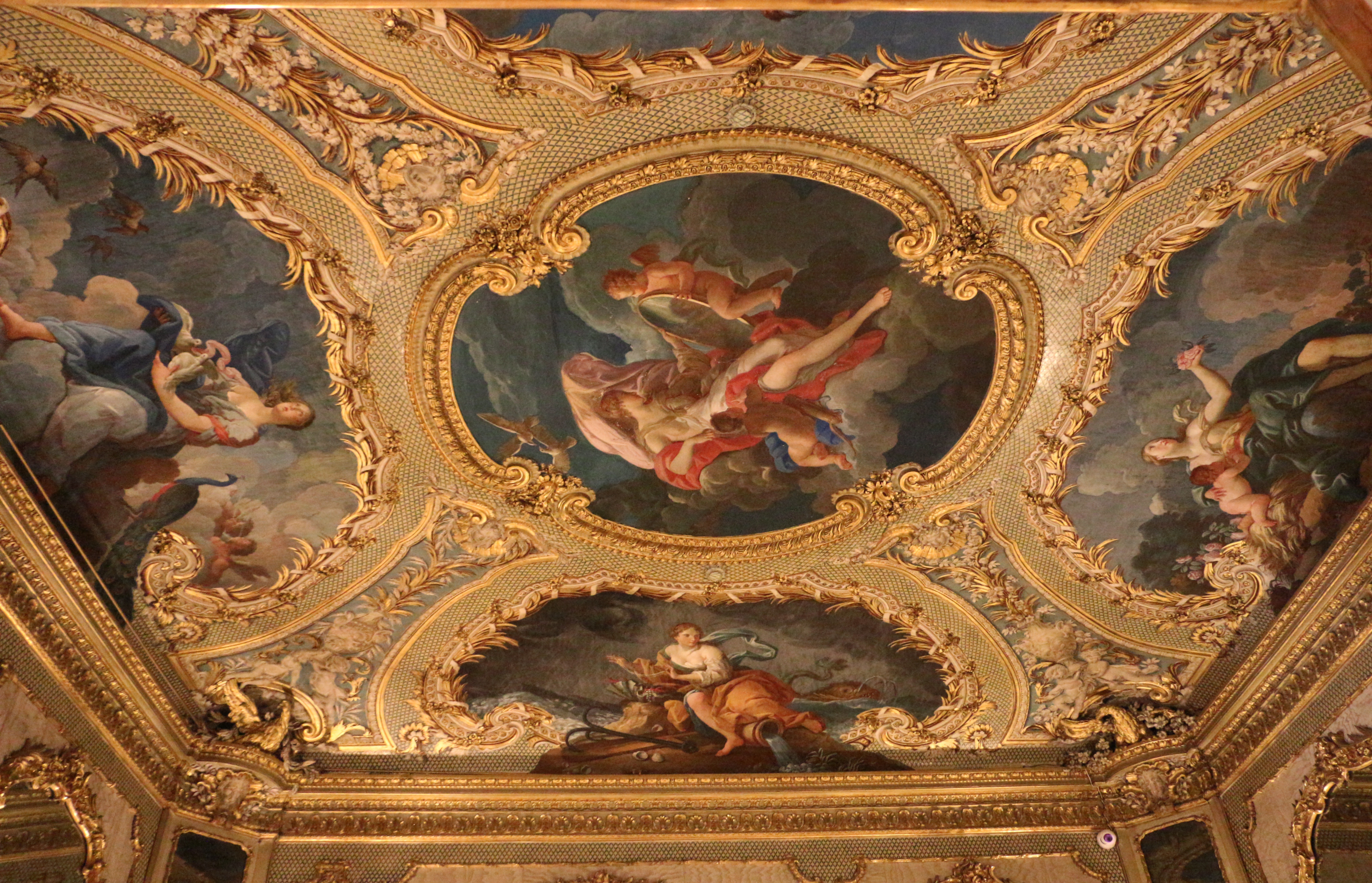
Η οροφή στο σαλονάκι των Καθρεπτών, έργο τού Στέφανο Πότσι.
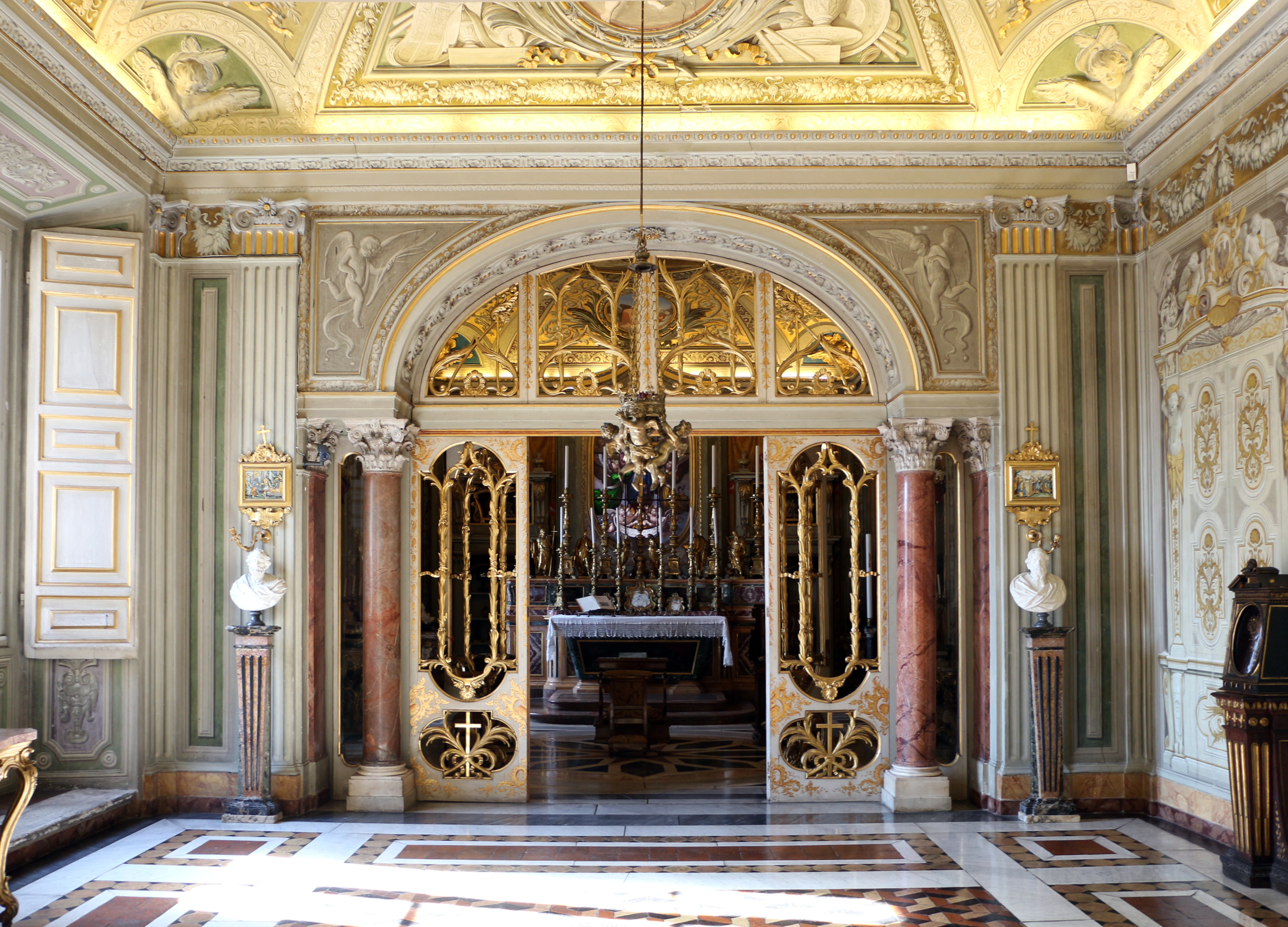
To παρεκκλήσιο
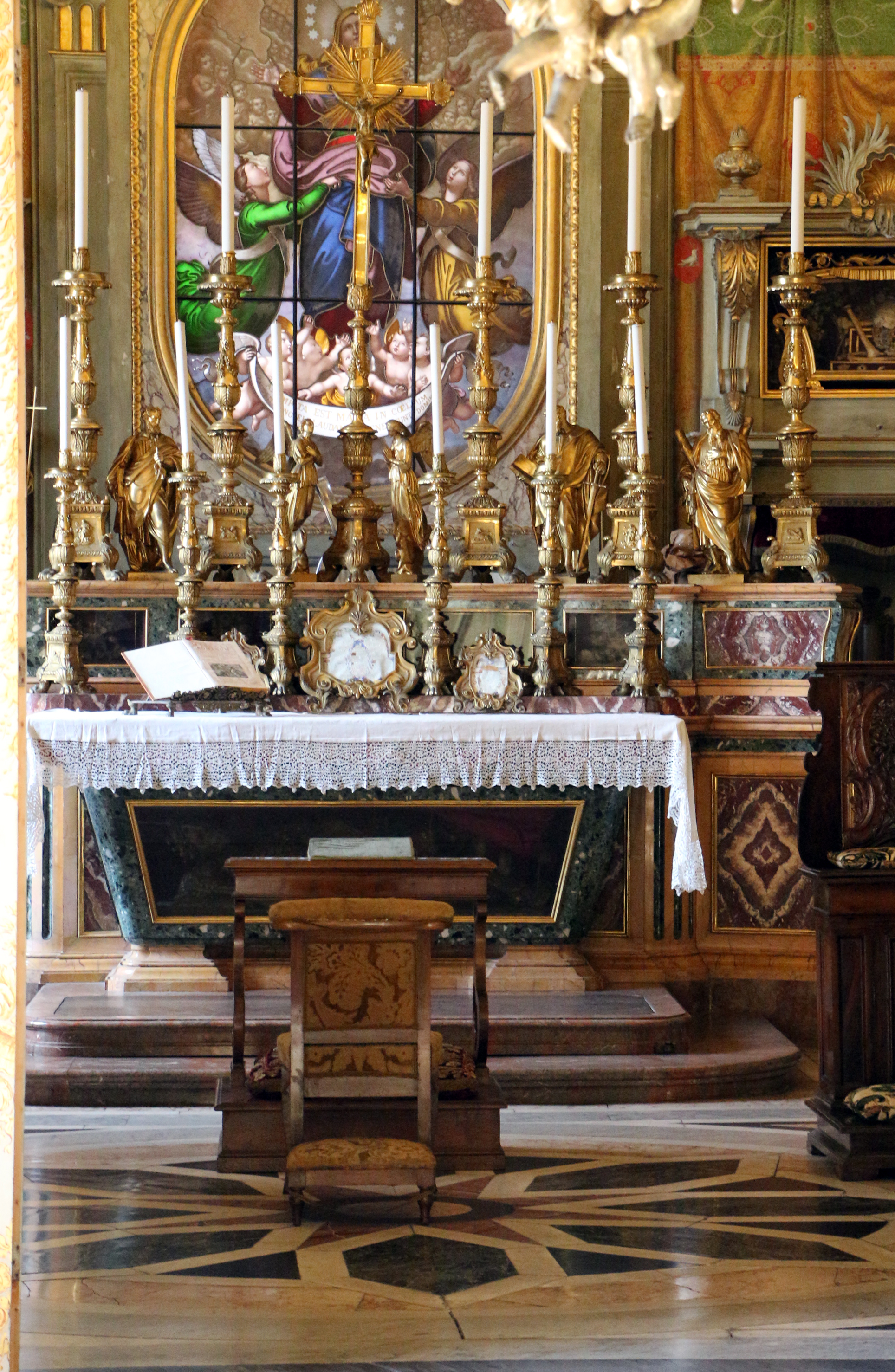
Το Άγιο Βήμα τού παρεκκλησίου
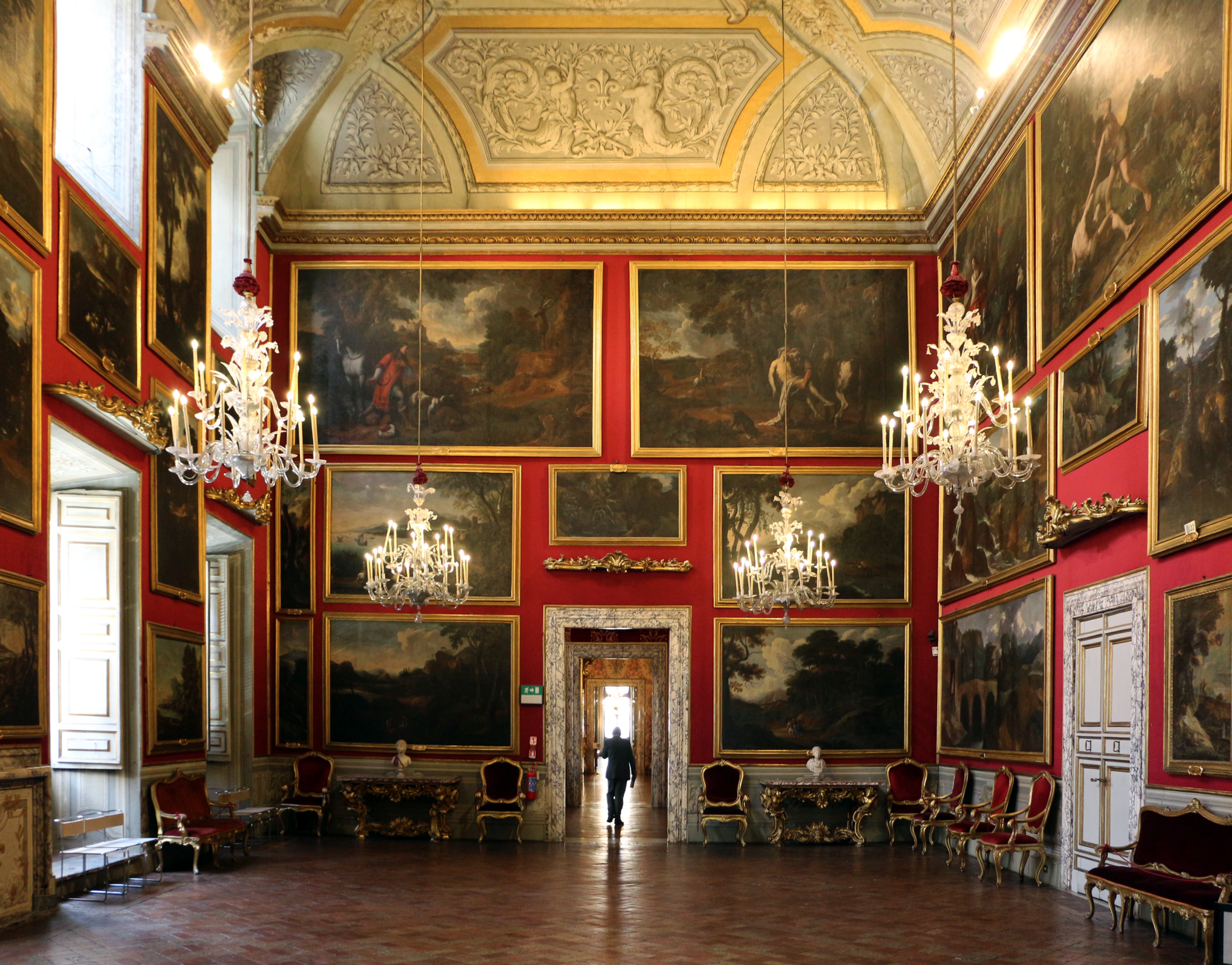
Saal des Poussin (sala del Pussino)
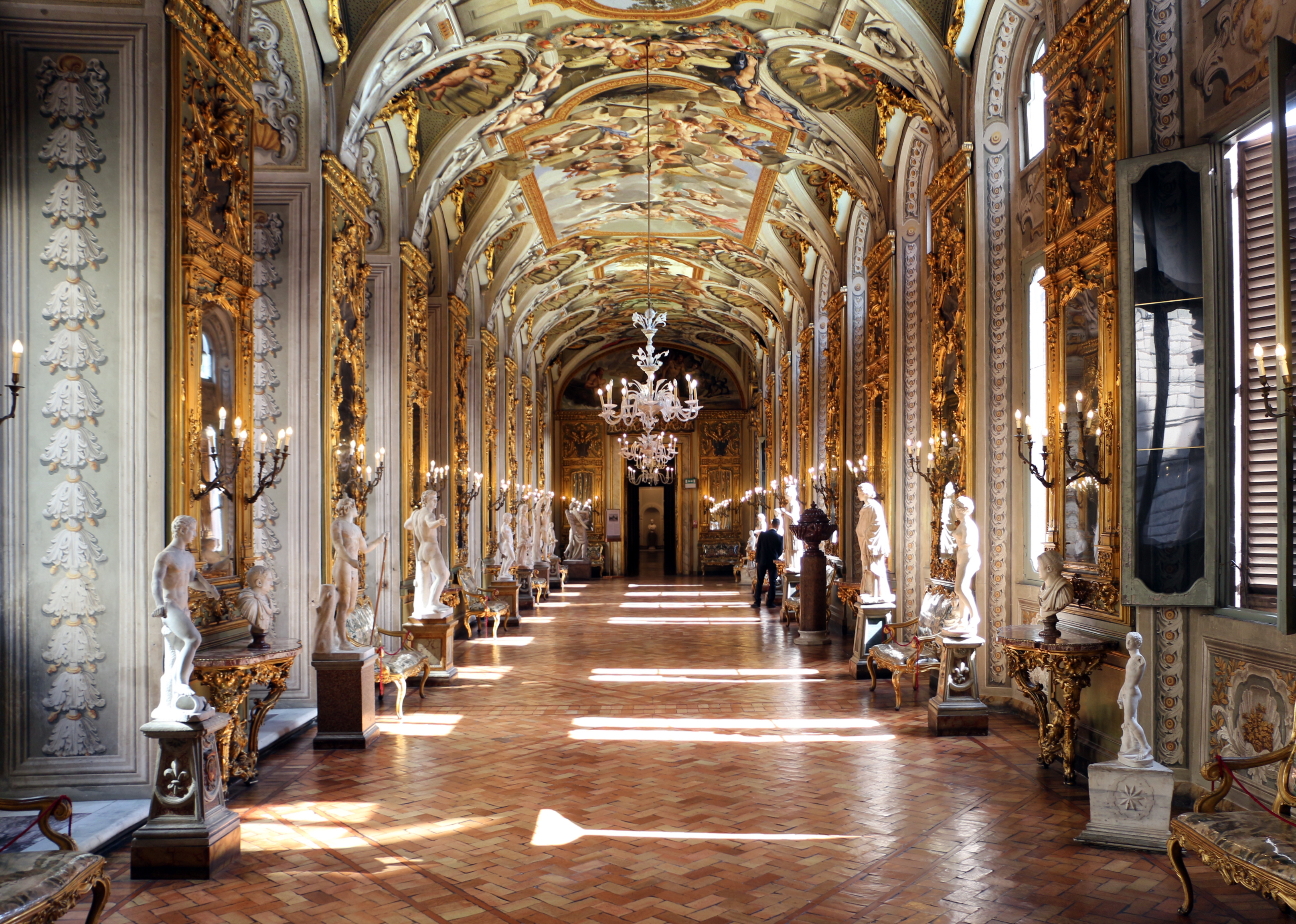
Галерея дзеркал
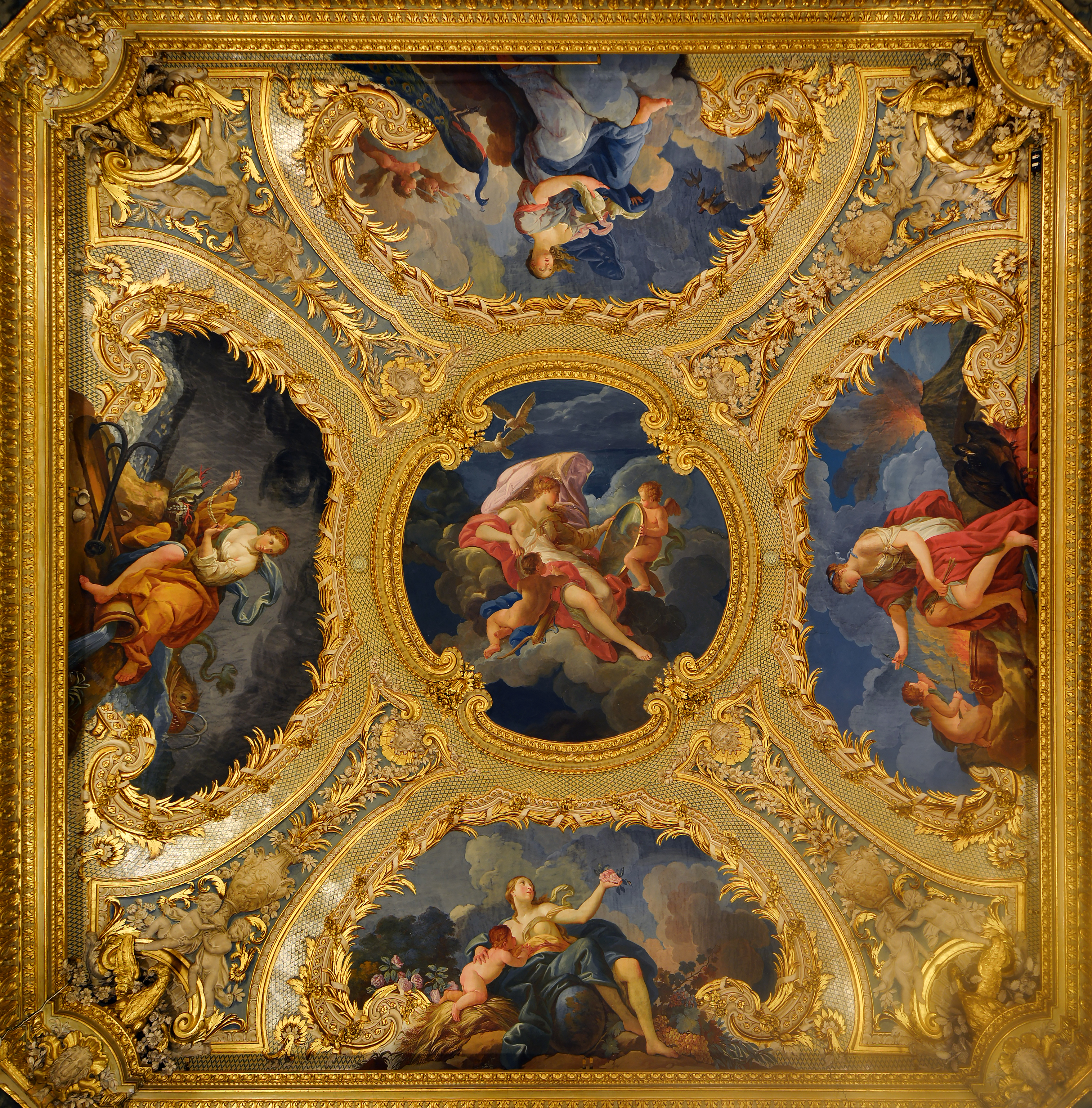
Decke im 'Badezimmer der Venus'

## Галерея

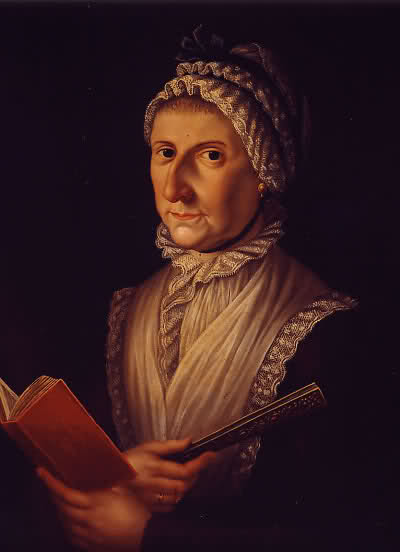
Портрет Леопольдіни Савойської
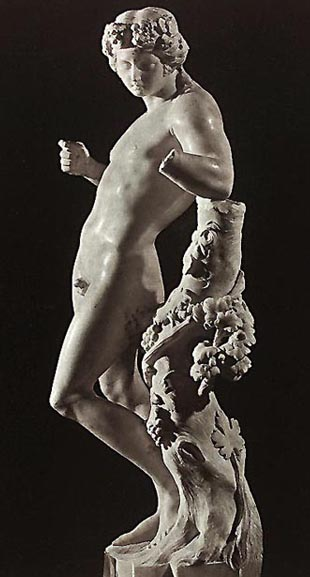
Франсуа Дюкенуа. Вакх.
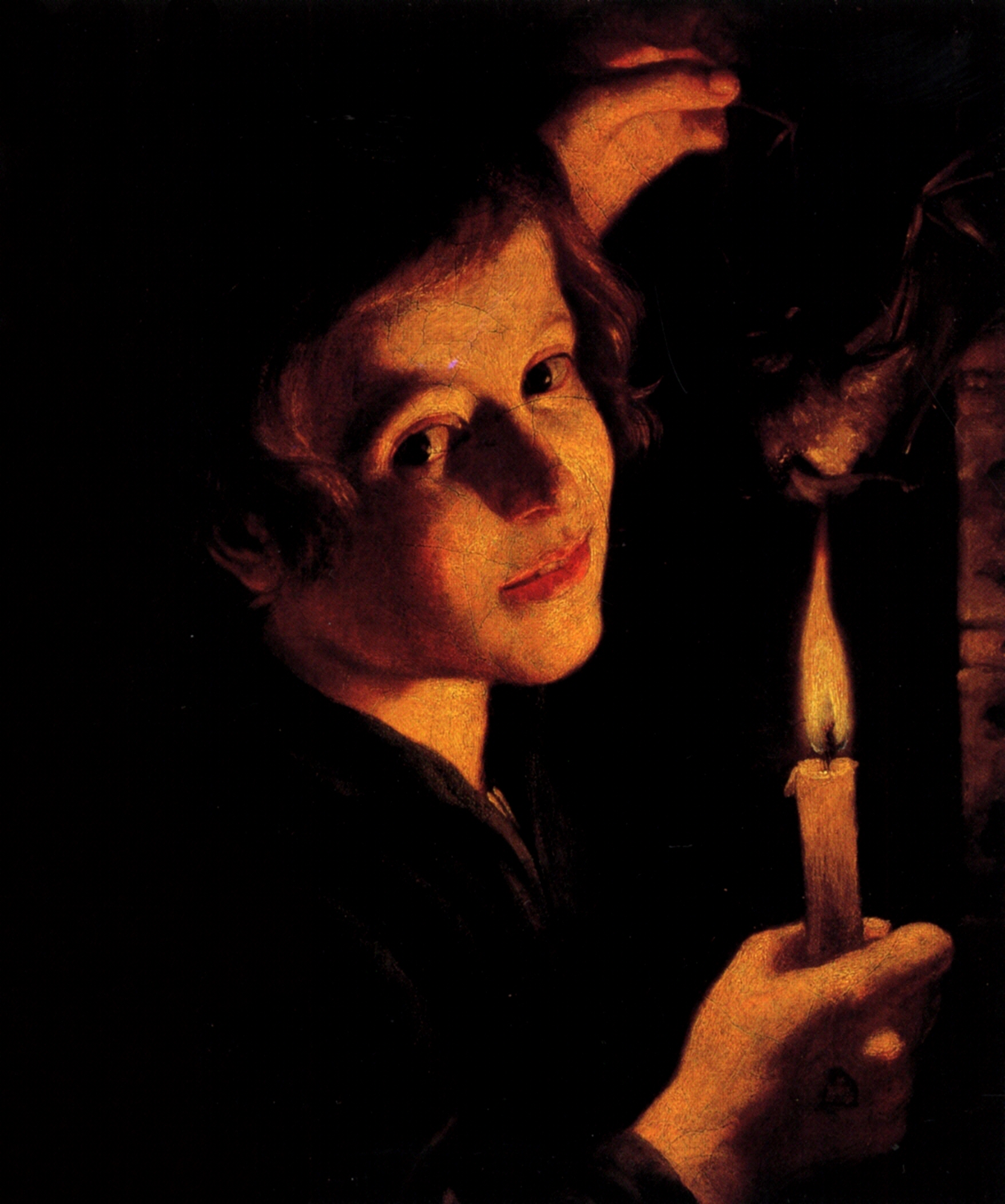
Майстер світла свічки. Хлопчик з кажаном, до 1650
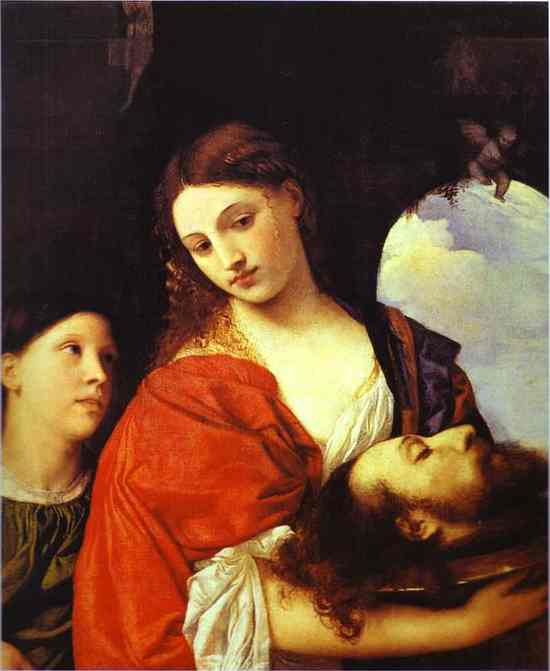
Тіціан. Соломея, 1515
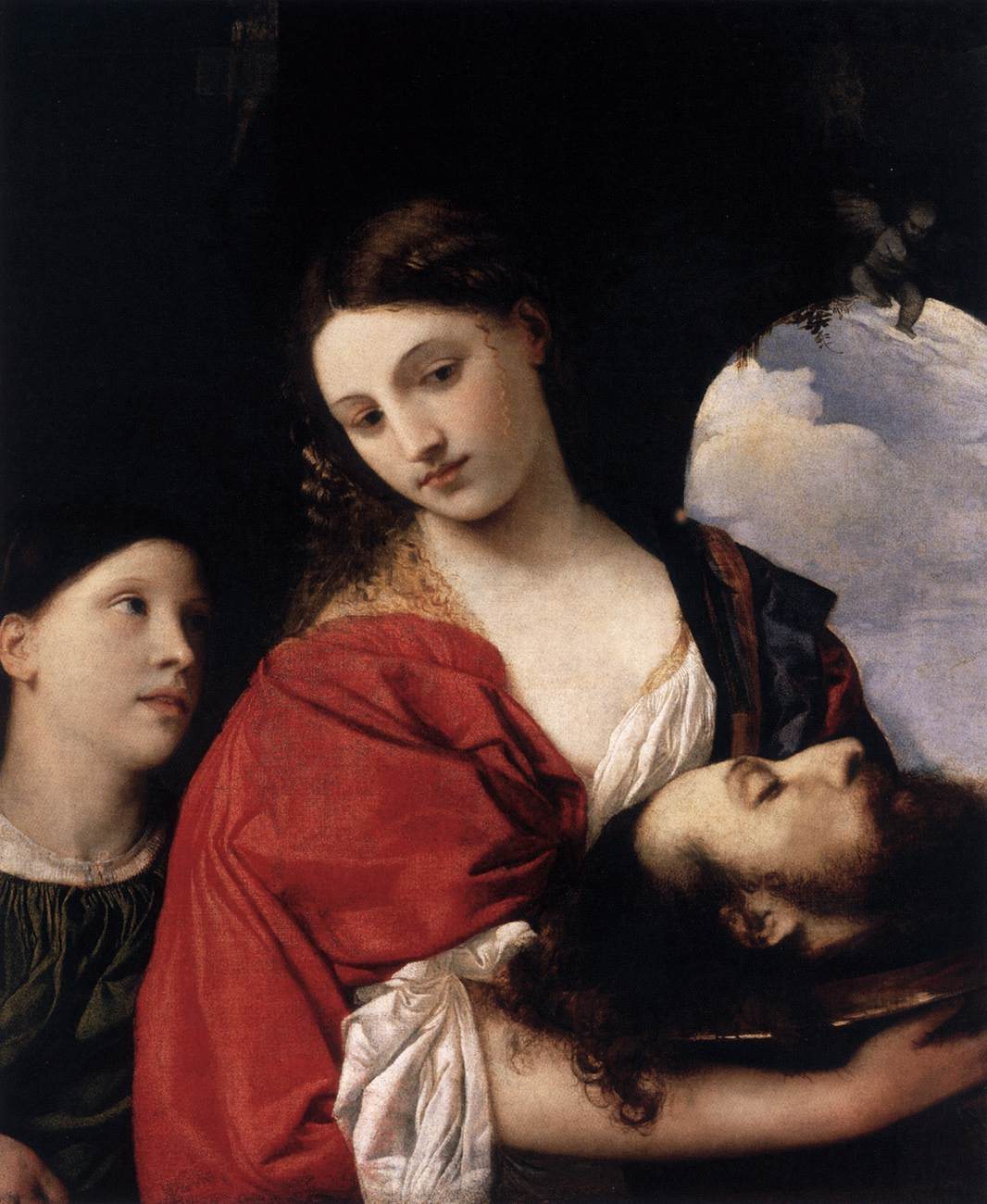
Тіціан. Юдит, 1515. 90x72 см
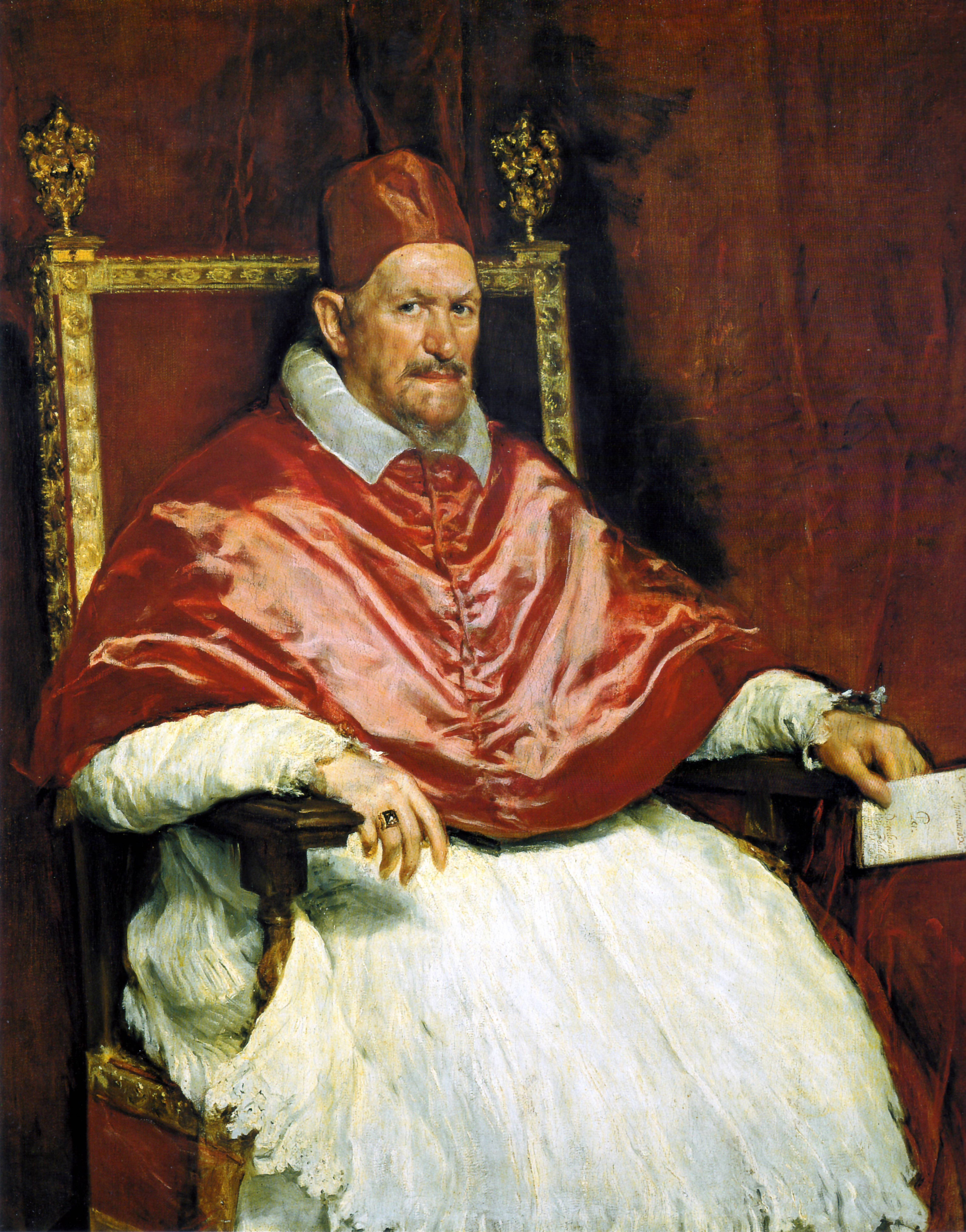
Дієго Веласкес. Портрет папи Іннокентія X
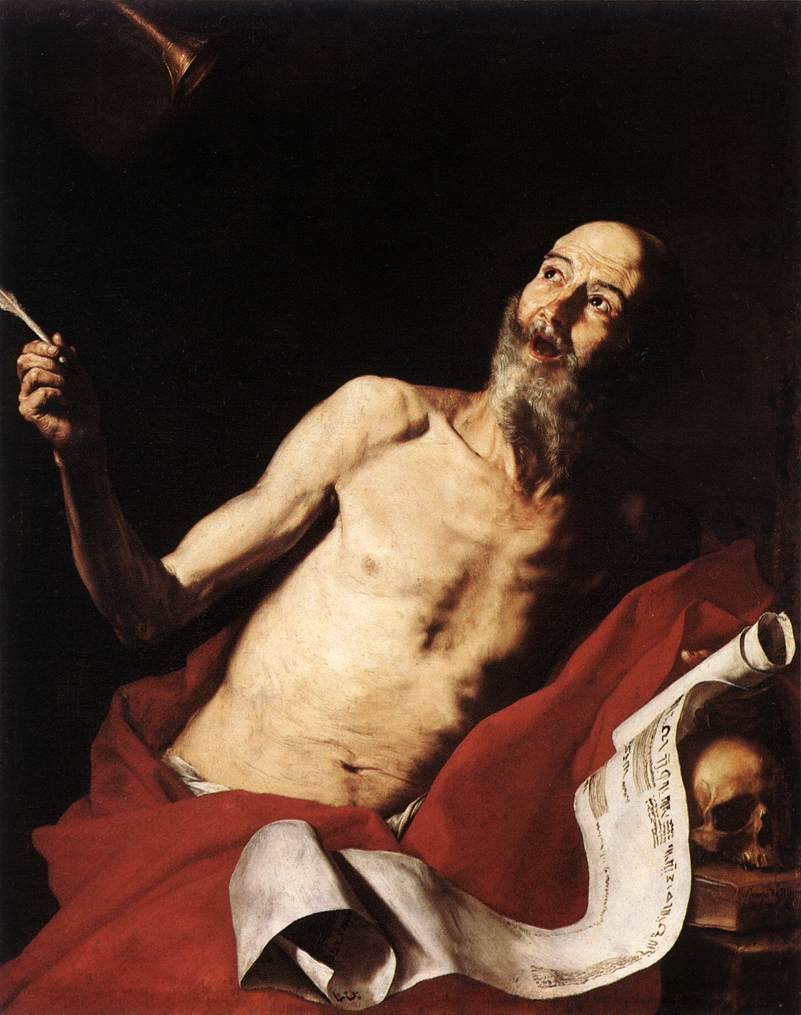
José de Ribera St. Jerome. 128.5×102 cm.
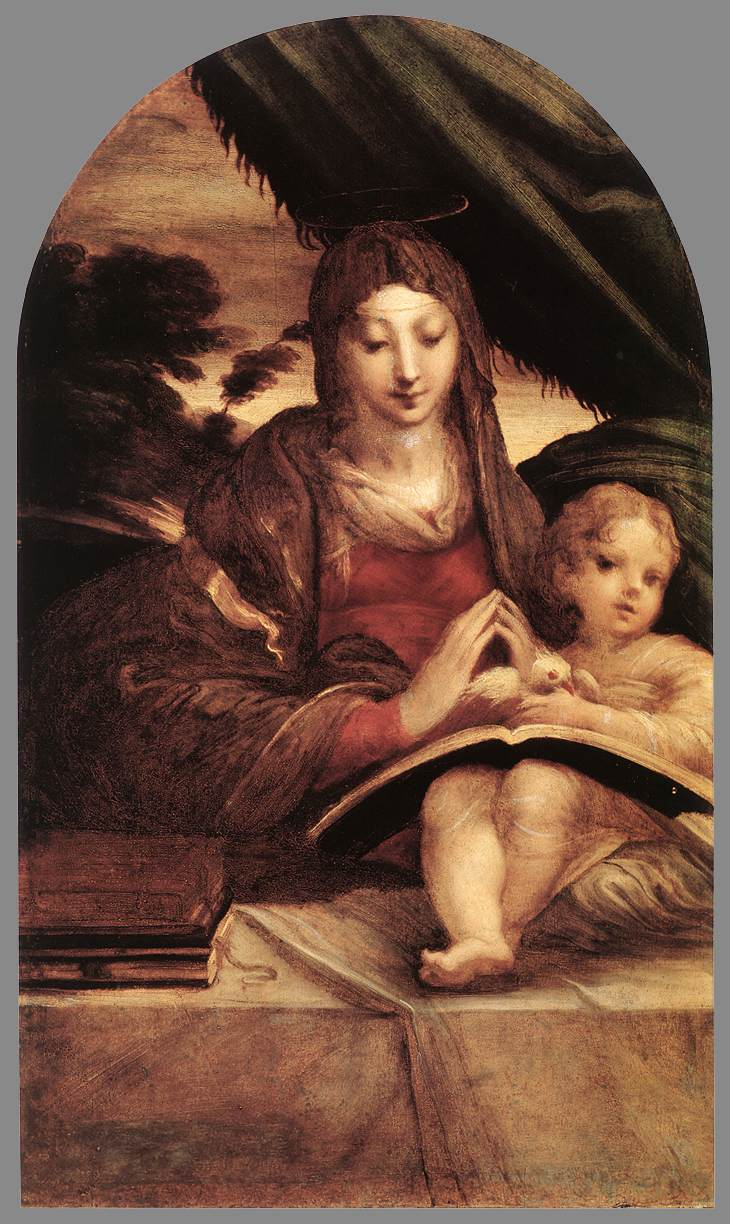
Парміджаніно Мадонна.
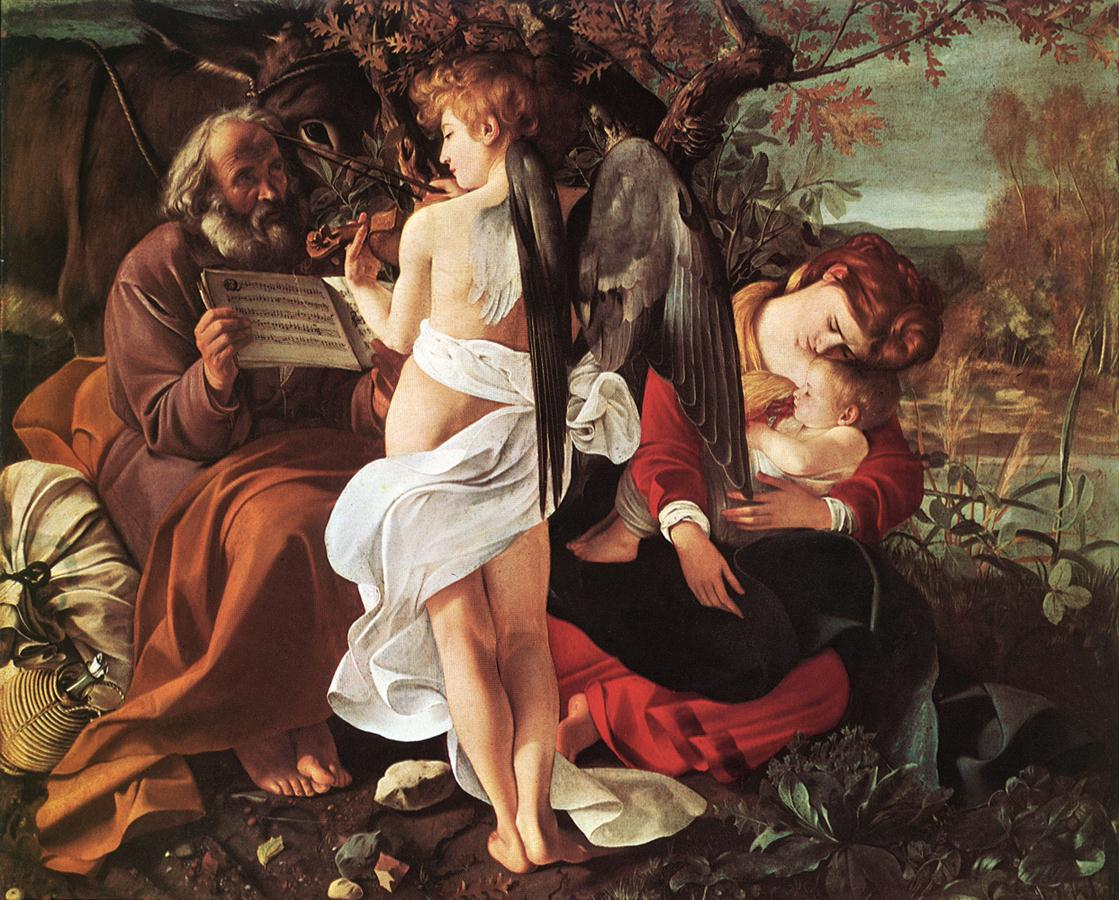
Караваджо. Відпочинок на шляху до Єгипту
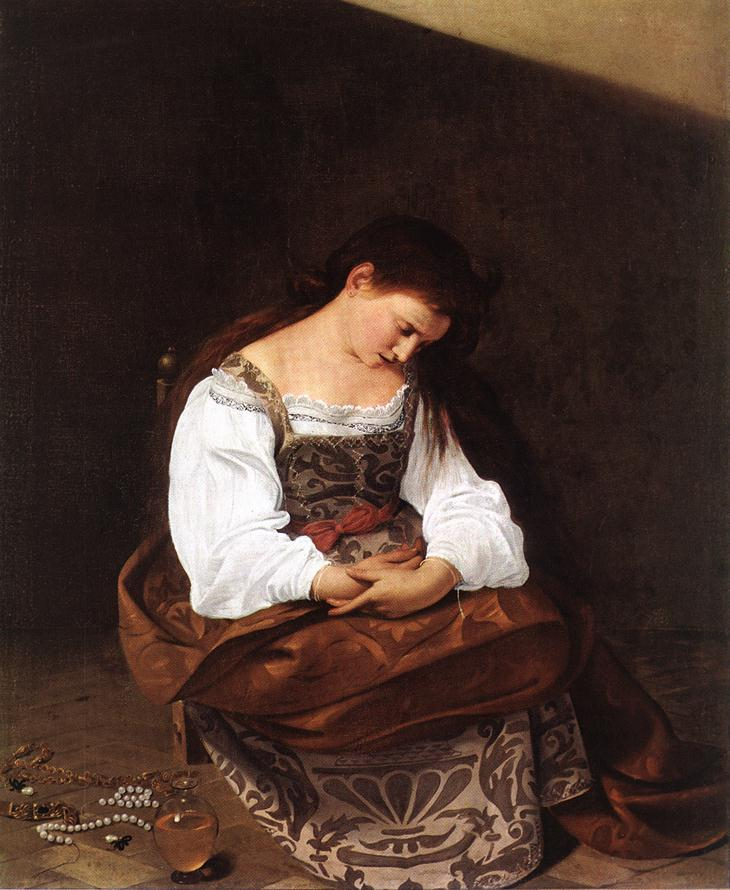
Караваджо Penitent Magdalen. 122.5×98.5 cm.
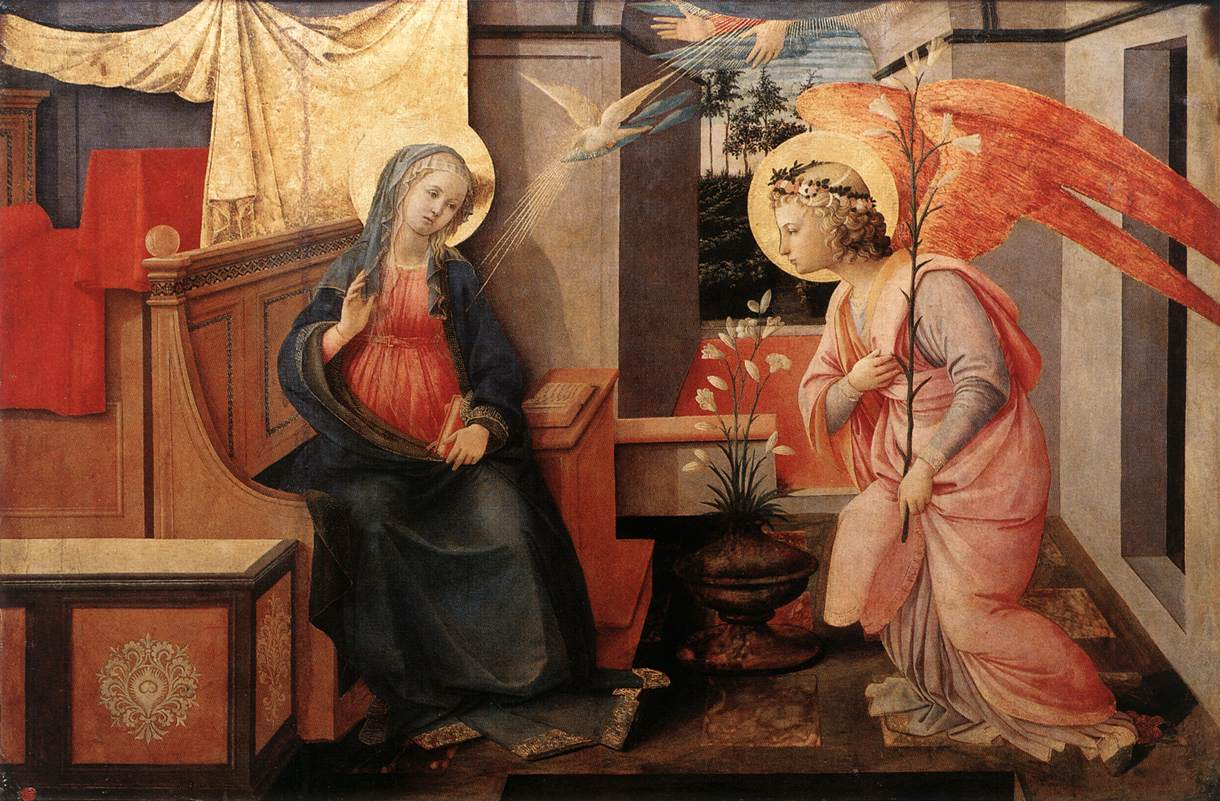
Filippo Lippi Annunciation. 117×173 cm.
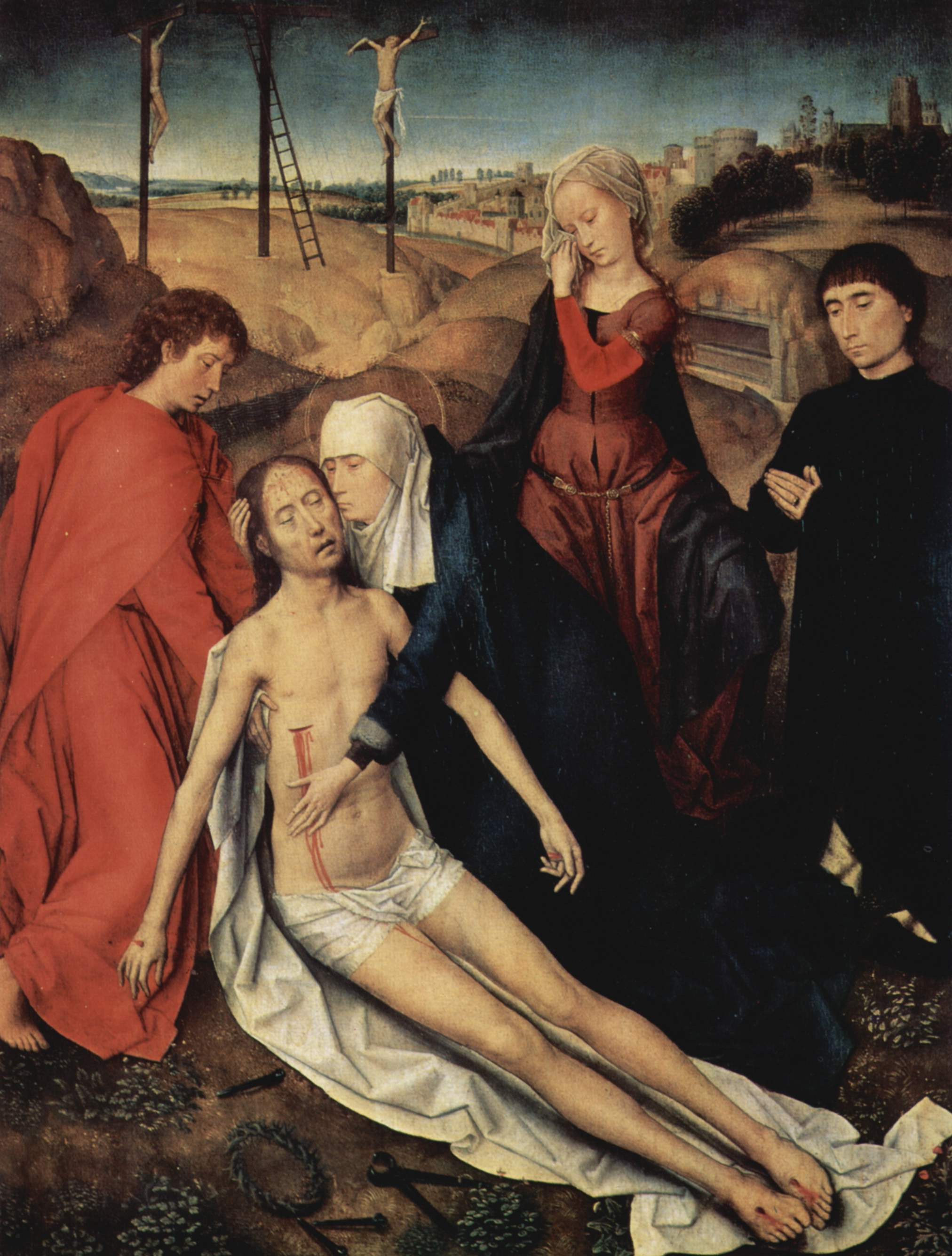
Ганс Мемлінг. Оплакування Христа
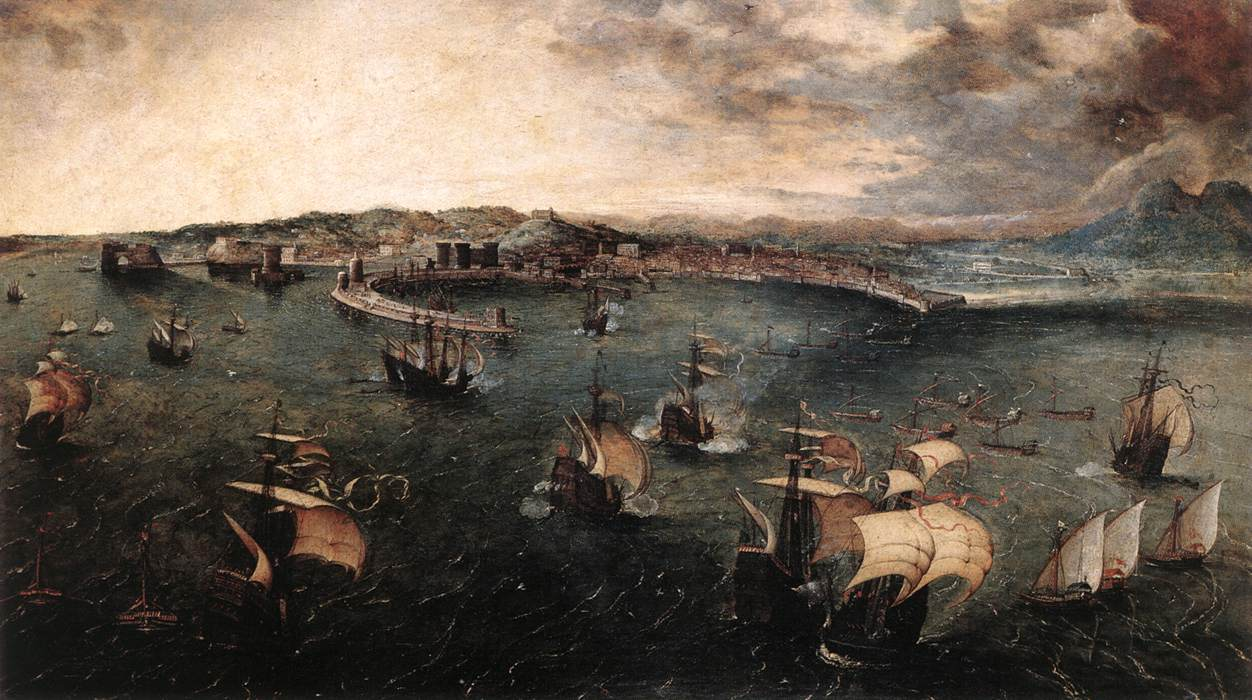
Pieter Bruegel the Elder Naval Battle in Gulf of Naples. 42×71 cm.
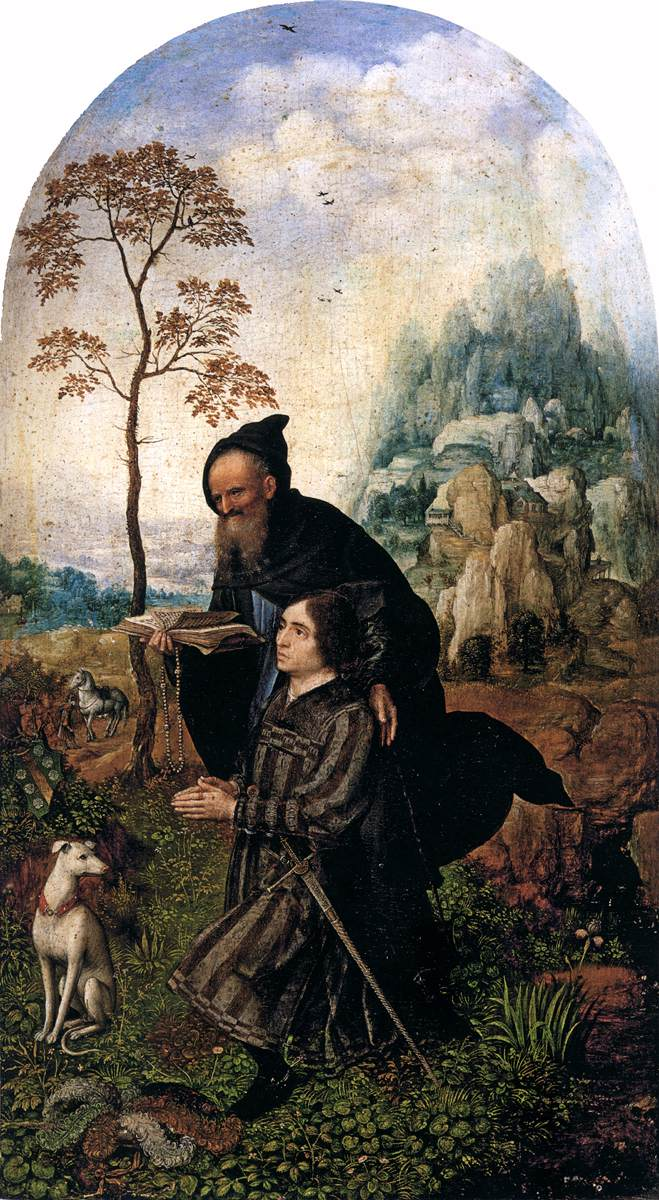
Jan Gossart The Doria-Pamphilj Diptych.  40×22 cm.
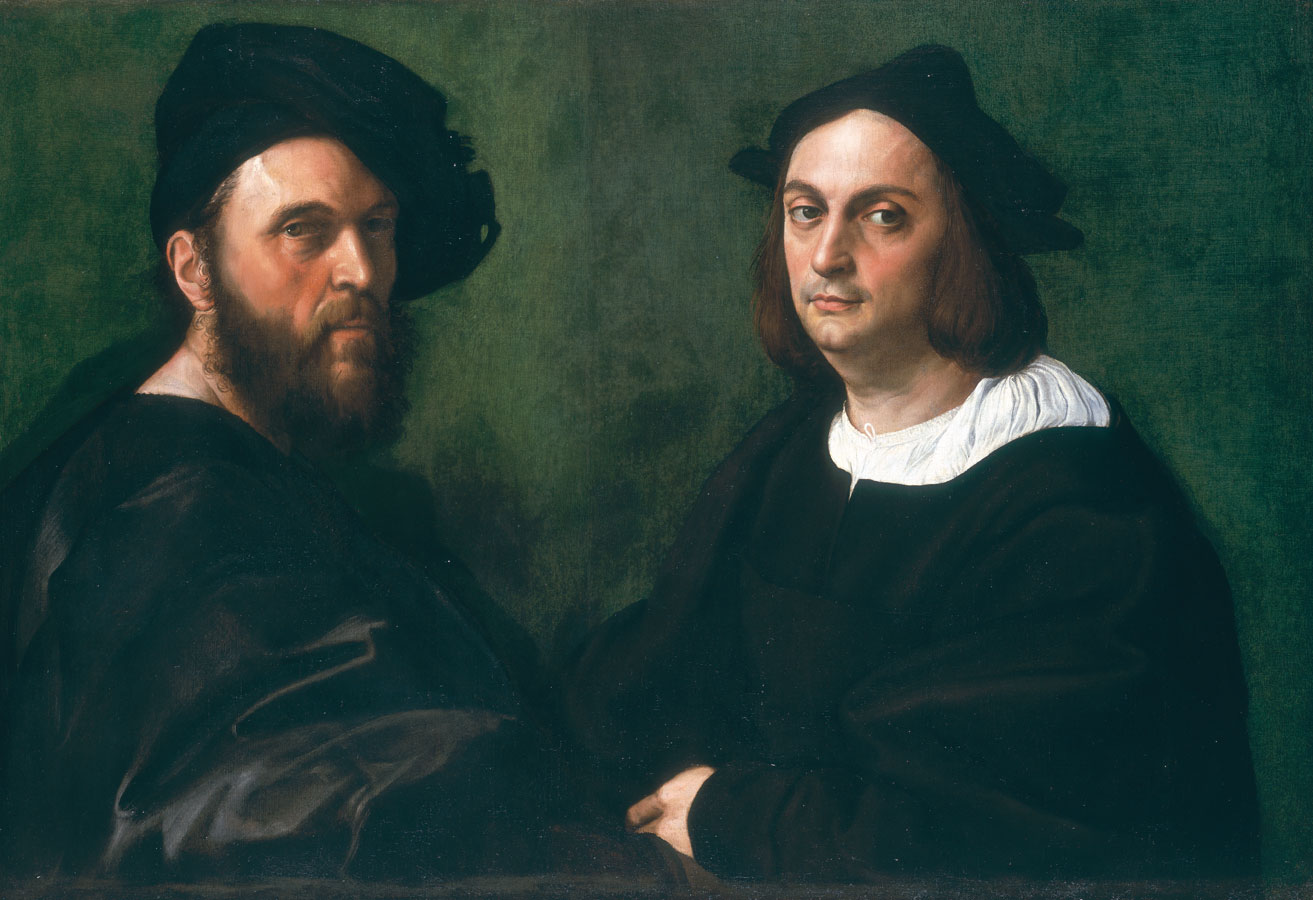
Рафаель Подвійний портрет